# Olympische Geschichte Mexikos
| Gelbes Symbol für Goldmedaillen mit stilisierten Olympischen Ringen | Graues Symbol für Silbermedaillen mit stilisierten Olympischen Ringen | Braundes Symbol für Bronzemedaillen mit stilisierten Olympischen Ringen |
| ------------------------------------------------------------------- | --------------------------------------------------------------------- | ----------------------------------------------------------------------- |
| 13                                                                  | 24                                                                    | 31                                                                      |

Mexiko, dessen NOK, das Comité Olímpico Mexicano, 1923 gegründet und im gleichen Jahr vom IOC anerkannt wurde, nimmt seit 1924 an allen Olympischen Sommerspielen teil. Schon 1900 wurde eine Delegation mexikanischer Athleten zu den Spielen von Paris geschickt. Auch an verschiedenen Winterspielen, das erste Mal 1928, nahm Mexiko teil. Jugendliche Athleten nahmen an den Jugend-Sommerspielen 2010 und 2014 sowie an den Jugend-Winterspielen 2012 und 2016 teil.

## Allgemeines
Bei den ersten Teilnahmen zwischen den Weltkriegen blieb Mexiko erfolglos. Ab 1932 konnten mexikanische Teilnehmer jedoch bei jeden Sommerspielen mindestens eine Medaille gewinnen. Die meisten Medaillen wurden im Wasserspringen (14) gewonnen, die meisten Olympiasiege (3) in der Leichtathletik.
Mexikos erste Olympiateilnehmer waren 1900 die Brüder Escandón (Eustaquio, Manuel und Pablo), die das mexikanische Poloteam bildeten. Sie waren auch die ersten Medaillengewinner Mexikos, sie gewannen Bronze. Erste Einzelsportler des Landes waren am 6. Juli 1924 die Leichtathleten Manuel Aguilar im 100-Meter-Lauf, Juan Escutia im 800-Meter-Lauf und Pedro Curiel im 10.000-Meter-Lauf. Die erste Frau Mexikos, die bei Olympischen Spielen antrat, war am 31. Juli 1932 die Leichtathletin María Uribe im Speerwurf.
Die ersten Einzelsportler mit einer Medaille waren 1932 der Boxer Francisco Cabañas, der Silber im Fliegengewicht gewann, und der Schütze Gustavo Huet, der mit dem Kleinkalibergewehr Silber im Liegendanschlag gewann. Erster Olympiasieger war 1948 der Springreiter Humberto Mariles Cortés, der auch in der Mannschaftswertung Gold gewann und somit Mexikos erster Doppelolympiasieger wurde. Die erste Frau Mexikos, die eine Medaille gewinnen konnte, war 1968 die Fechterin Pilar Roldán mit Bronze im Florettfechten. Die erste mexikanische Olympiasiegerin ist die Gewichtheberin Soraya Jiménez Mendivil, die 2000 im Leichtgewicht gewann. Der erfolgreichste Teilnehmer in der Anzahl der Medaillen ist der Wasserspringer Joaquín Capilla. Zwischen 1948 und 1956 gewann er vier Medaillen, eine Gold-, eine Silber- und zwei Bronzemedaillen.
Die Mitglieder des Vierer-/Fünferbobs Mexikos waren am 11. Februar 1928 die ersten Wintersportler Mexikos bei Olympischen Winterspielen. Der erste Einzelsportler Mexikos bei Winterspielen war 1984 der Skirennfahrer Hubertus von Hohenlohe. Die erste Wintersportlerin des Landes war 1988 die Eiskunstläuferin Diana Encinas.
Die größte Olympiamannschaft Mexikos trat 1968 mit 275 Teilnehmern bei den heimischen Sommerspielen in Mexiko-Stadt an. Die größte Wintersportmannschaft umfasste 1992 in Albertville 20 Teilnehmer.

## Bewerbungen für die Ausrichtungen der Olympischen Spiele

### Bewerbungen
Dreimal bewarb sich die mexikanische Hauptstadt Mexiko-Stadt um die Ausrichtung von Olympischen Sommerspielen. Bei der Bewerbung für die 16. Olympischen Sommerspiele 1956 unterlag man auf der 43. IOC-Session in Rom im zweiten Wahlgang. Schon im ersten Wahlgang scheiterte die Bewerbung zur Ausrichtung der 17. Olympischen Sommerspiele 1960 auf der 50. IOC-Session in Paris. Die Bewerbung zur Ausrichtung der 19. Olympischen Sommerspiele 1968 war dann erfolgreich. Mexiko-Stadt setzte sich auf der 60. IOC-Session in Baden-Baden schon im ersten Wahlgang gegen Detroit, Lyon und Buenos Aires durch.

### Ausrichtung

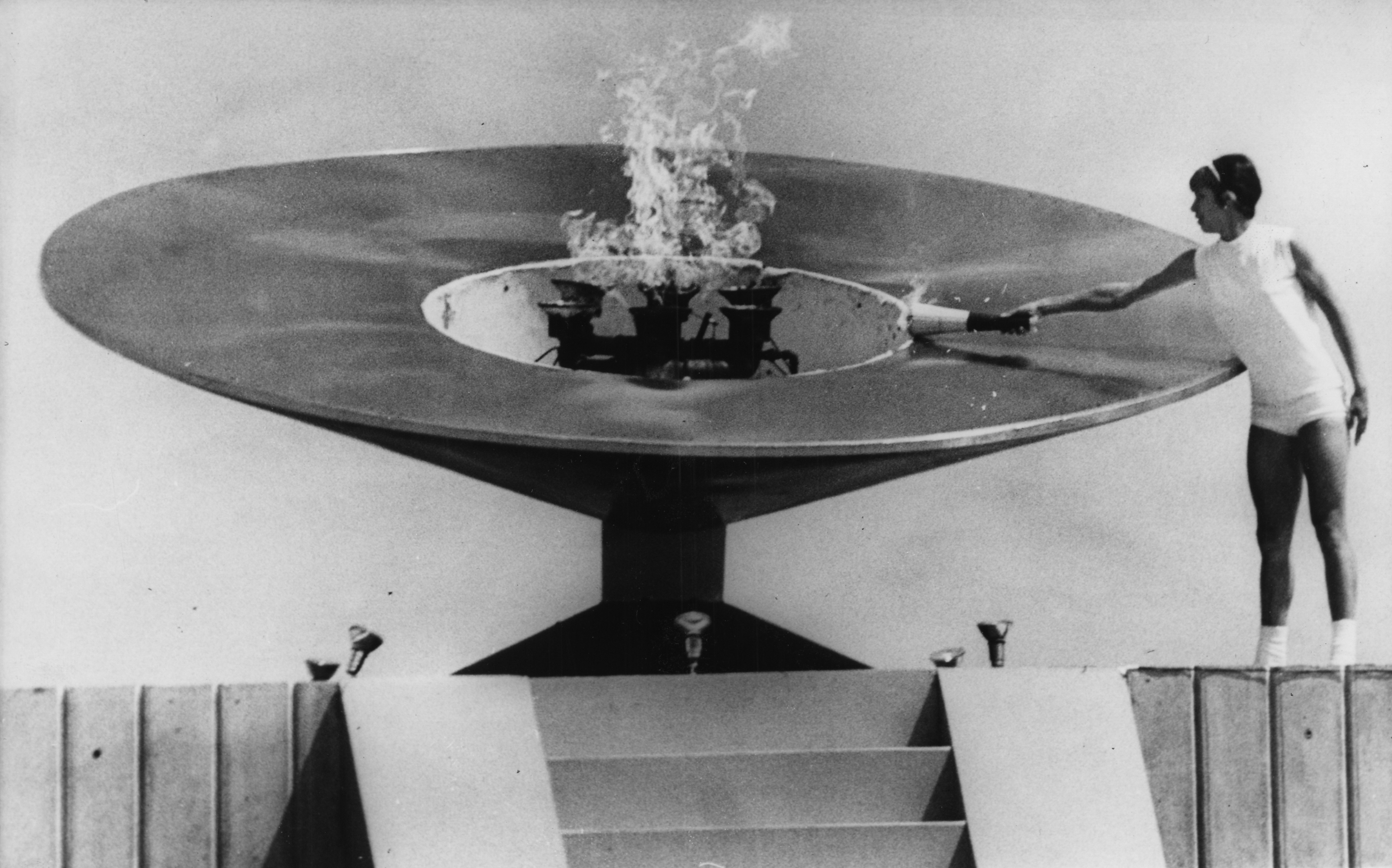
Enriqueta Basilio entzündet das olympische Feuer 1968

Die 19. Olympischen Sommerspiele fanden vom 12. bis zum 27. Oktober 1968 in Mexiko-Stadt und damit erstmals in einem Land Lateinamerikas statt. Die Segelwettbewerbe wurden in Acapulco durchgeführt. Fußballspiele fanden auch in León, Guadalajara und Puebla statt. 5516 Athleten, davon 781 Frauen, aus 112 Ländern traten in 20 Sportarten an. Die Spiele wurden von Staatspräsident Gustavo Díaz Ordaz während der Eröffnungsfeier im Estadio Olímpico Universitario eröffnet. Das olympische Feuer wurde von der Leichtathletin Enriqueta Basilio erste Frau in der olympischen Geschichte entzündet. Den olympischen Eid sprach der Leichtathlet Pablo Garrido.
Die mexikanische Mannschaft belegte im Medaillenspiegel Platz 15. Die Athleten gewannen jeweils drei Gold-, Silber- und Bronzemedaillen. Dies ist bis heute die schmalste Medaillenausbeute einer Gastgebermannschaft von Olympischen Sommerspielen.

## IOC-Mitglied
Der ehemalige Sportschütze Olegario Vázquez Raña ist Mexikos einziges IOC-Mitglied. Der vierfache Olympiateilnehmer ist seit 1980 Präsident des Weltschützenverbandes ISSF und wurde 1995 zum IOC-Mitglied gewählt. Seit 2016 ist er Ehrenmitglied.

## Übersicht der Teilnahmen

### Sommerspiele
| Jahr      | Athleten           | Athleten           | Athleten           | Flaggenträger E = Eröffnungsfeier, S = Schlussfeier | Medaillen          | Medaillen          | Medaillen          | Medaillen          | Medaillen          |
| Jahr      | Gesamt             | m                  | w                  | Flaggenträger E = Eröffnungsfeier, S = Schlussfeier |                    |                    |                    | Gesamt             | Rang               |
| --------- | ------------------ | ------------------ | ------------------ | --------------------------------------------------- | ------------------ | ------------------ | ------------------ | ------------------ | ------------------ |
| 1896      | nicht teilgenommen | nicht teilgenommen | nicht teilgenommen | nicht teilgenommen                                  | nicht teilgenommen | nicht teilgenommen | nicht teilgenommen | nicht teilgenommen | nicht teilgenommen |
| 1900      | 3                  | 3                  | 0                  |                                                     |                    |                    | 1                  | 1                  | 15                 |
| 1904–1920 | nicht teilgenommen | nicht teilgenommen | nicht teilgenommen | nicht teilgenommen                                  | nicht teilgenommen | nicht teilgenommen | nicht teilgenommen | nicht teilgenommen | nicht teilgenommen |
| 1924      | 15                 | 15                 | 0                  | Alfredo Cuellar                                     |                    |                    |                    |                    |                    |
| 1928      | 29                 | 29                 | 0                  | Jesús Aguirre                                       |                    |                    |                    |                    |                    |
| 1932      | 71                 | 69                 | 2                  | Eugenia Escudero                                    |                    | 2                  |                    | 2                  | 21                 |
| 1936      | 32                 | 32                 | 0                  | Tirso Hernández                                     |                    |                    | 3                  | 3                  | 28                 |
| 1948      | 88                 | 81                 | 7                  | Francisco Bustamente                                | 2                  | 1                  | 2                  | 5                  | 17                 |
| 1952      | 64                 | 61                 | 3                  | Joaquín Capilla                                     |                    | 1                  |                    | 1                  | 34                 |
| 1956      | 24                 | 21                 | 3                  | Joaquín Capilla                                     | 1                  |                    | 1                  |                    | 23                 |
| 1960      | 69                 | 63                 | 6                  | Pilar Roldán                                        |                    |                    | 1                  | 1                  | 41                 |
| 1964      | 94                 | 90                 | 4                  | Fidel Negrete                                       |                    |                    | 1                  | 1                  | 35                 |
| 1968      | 275                | 233                | 42                 | David Bárcena                                       | 3                  | 3                  | 3                  | 9                  | 15                 |
| 1972      | 174                | 152                | 22                 | Felipe Muñoz                                        |                    | 1                  |                    | 1                  | 33                 |
| 1976      | 97                 | 92                 | 5                  | Teresa Díaz                                         | 1                  |                    | 1                  | 2                  | 25                 |
| 1980      | 45                 | 36                 | 9                  | Carlos Girón                                        |                    | 1                  | 3                  | 4                  | 29                 |
| 1984      | 99                 | 77                 | 22                 | Ivar Sisniega                                       | 2                  | 3                  | 1                  | 6                  | 17                 |
| 1988      | 83                 | 66                 | 17                 | Ernesto Canto                                       |                    |                    | 2                  | 2                  | 44                 |
| 1992      | 102                | 76                 | 26                 | Jesús Mena                                          |                    | 1                  |                    | 1                  | 49                 |
| 1996      | 98                 | 70                 | 28                 | Nancy Contreras                                     |                    |                    | 1                  | 1                  | 71                 |
| 2000      | 78                 | 52                 | 26                 | Fernando Platas                                     | 1                  | 2                  | 3                  | 6                  | 40                 |
| 2004      | 109                | 59                 | 50                 | Fernando Platas                                     |                    | 3                  | 1                  | 4                  | 59                 |
| 2008      | 83                 | 43                 | 40                 | E: Paola Espinosa S: Tatiana Ortiz                  | 2                  |                    | 1                  | 3                  | 36                 |
| 2012      | 99                 | 62                 | 37                 | E/S: María Espinoza                                 | 1                  | 3                  | 3                  | 7                  | 39                 |
| 2016      | 124                | 80                 | 44                 | E: Daniela Campuzano S: María Espinoza              |                    | 3                  | 2                  | 5                  | 61                 |

### Winterspiele
| Jahr      | Athleten           | Athleten           | Athleten           | Flaggenträger                   | Medaillen          | Medaillen          | Medaillen          | Medaillen          | Medaillen          |
| Jahr      | Gesamt             | m                  | w                  | Flaggenträger                   |                    |                    |                    | Gesamt             | Rang               |
| --------- | ------------------ | ------------------ | ------------------ | ------------------------------- | ------------------ | ------------------ | ------------------ | ------------------ | ------------------ |
| 1924      | nicht teilgenommen | nicht teilgenommen | nicht teilgenommen | nicht teilgenommen              | nicht teilgenommen | nicht teilgenommen | nicht teilgenommen | nicht teilgenommen | nicht teilgenommen |
| 1928      | 5                  | 5                  | 0                  |                                 |                    |                    |                    |                    |                    |
| 1932–1980 | nicht teilgenommen | nicht teilgenommen | nicht teilgenommen | nicht teilgenommen              | nicht teilgenommen | nicht teilgenommen | nicht teilgenommen | nicht teilgenommen | nicht teilgenommen |
| 1984      | 1                  | 1                  | 0                  |                                 |                    |                    |                    |                    |                    |
| 1988      | 11                 | 10                 | 1                  | Riccardo Olavarrieta            |                    |                    |                    |                    |                    |
| 1992      | 20                 | 16                 | 4                  | Roberto Alvárez                 |                    |                    |                    |                    |                    |
| 1994      | 1                  | 1                  | 0                  | Hubertus von Hohenlohe          |                    |                    |                    |                    |                    |
| 1998      | nicht teilgenommen | nicht teilgenommen | nicht teilgenommen | nicht teilgenommen              | nicht teilgenommen | nicht teilgenommen | nicht teilgenommen | nicht teilgenommen | nicht teilgenommen |
| 2002      | 3                  | 3                  | 0                  | Roberto Tamés                   |                    |                    |                    |                    |                    |
| 2006      | nicht teilgenommen | nicht teilgenommen | nicht teilgenommen | nicht teilgenommen              | nicht teilgenommen | nicht teilgenommen | nicht teilgenommen | nicht teilgenommen | nicht teilgenommen |
| 2010      | 1                  | 1                  | 0                  | Hubertus von Hohenlohe          |                    |                    |                    |                    |                    |
| 2014      | 1                  | 1                  | 0                  | Hubertus von Hohenlohe          |                    |                    |                    |                    |                    |
| 2018      | 4                  | 3                  | 1                  | German Madrazo                  |                    |                    |                    |                    |                    |
| 2022      | 4                  | 3                  | 1                  | Sarah Schleper Donovan Carrillo |                    |                    |                    |                    |                    |

### Jugend-Sommerspiele
| Jahr | Athleten | Athleten | Athleten | Flaggenträger | Medaillen | Medaillen | Medaillen | Medaillen | Medaillen |
| Jahr | Gesamt   | m        | w        | Flaggenträger | Rang      |           |           |           | Gesamt    |
| ---- | -------- | -------- | -------- | ------------- | --------- | --------- | --------- | --------- | --------- |
| 2010 | 42       | 23       | 19       | Iván García   |           | 1         | 5         | 6         | 66        |
| 2014 | 78       | 31       | 47       |               |           | 5         | 6         | 11        | 54        |

### Jugend-Winterspiele
| Jahr | Athleten | Athleten | Athleten | Flaggenträger  | Medaillen | Medaillen | Medaillen | Medaillen |
| Jahr | Gesamt   | m        | w        | Flaggenträger  |           |           |           | Gesamt    |
| ---- | -------- | -------- | -------- | -------------- | --------- | --------- | --------- | --------- |
| 2012 | 1        | 1        | 0        | Joshua Montiel |           |           |           |           |
| 2016 | 2        | 1        | 1        |                |           |           |           |           |

## Medaillenspiegel

### Olympische Spiele
|                         |    |    |    | Gesamt | Rang |
| ----------------------- | -- | -- | -- | ------ | ---- |
| Olympische Sommerspiele | 13 | 24 | 31 | 68     | 41   |
| Olympische Winterspiele | 0  | 0  | 0  | 0      | -    |
| Gesamt                  | 13 | 24 | 31 | 68     | 43   |

### Olympische Jugendspiele
|                                |    |   |    | Gesamt | Rang |
| ------------------------------ | -- | - | -- | ------ | ---- |
| Olympische Jugend-Sommerspiele | 0  | 6 | 11 | 17     | 72   |
| Olympische Jugend-Winterspiele | 0  | 0 | 0  | 0      | -    |
| Gesamt                         | 11 | 4 | 3  | 18     | 76   |

## Geschichte der Teilnahmen

### Sommerspiele

#### Badminton
| Gelbes Symbol für Goldmedaillen mit stilisierten Olympischen Ringen | Graues Symbol für Silbermedaillen mit stilisierten Olympischen Ringen | Braundes Symbol für Bronzemedaillen mit stilisierten Olympischen Ringen |
| ------------------------------------------------------------------- | --------------------------------------------------------------------- | ----------------------------------------------------------------------- |
| —                                                                   | —                                                                     | —                                                                       |

Der erste Einsatz einer mexikanischen Badmintonspielerin fand 2008 in Peking statt. Die bisherigen Teilnahmen blieben erfolglos.

#### Basketball
| Gelbes Symbol für Goldmedaillen mit stilisierten Olympischen Ringen | Graues Symbol für Silbermedaillen mit stilisierten Olympischen Ringen | Braundes Symbol für Bronzemedaillen mit stilisierten Olympischen Ringen |
| ------------------------------------------------------------------- | --------------------------------------------------------------------- | ----------------------------------------------------------------------- |
| —                                                                   | —                                                                     | 1                                                                       |

Die erste mexikanische Basketballmannschaft trat zum olympischen Turnier von 1936 an. Das Team qualifizierte sich für das Viertelfinale, in dem Italien geschlagen wurde. Im Halbfinale unterlag Mexiko den USA mit 10:25. Das Spiel um Bronze gewann die Mannschaft gegen Polen mit 26:12.
1948 konnte Mexiko nach vier Siegen in vier Vorrundenspielen ins Viertelfinale einziehen. Gegen Südkorea gewann man mit 43:32. Im Halbfinale stieß man wieder auf die USA. Es folgte wieder eine Niederlage, diesmal ein 40:71. Auch das Spiel um Bronze gegen Brasilien wurde mit 47:52 verloren.
1952 in Helsinki schaffte die Mannschaft nur einen Sieg in der Vorrunde. Damit lag das Team in der Endabrechnung auf Platz 9. Erst 1960 in Rom konnte sich Mexiko wieder für ein olympisches Turnier qualifizieren. Und auch diesmal reichte es nur zu einem Sieg in drei Vorrundenspielen. In der Platzierungsgruppe schaffte Mexiko zwei Siege bei einer Niederlage. Damit spielte Mexiko in der Platzierungsgruppe um die Plätze 9 bis 12. Ein weiterer Sieg reichte nicht, um höher als Platz 12 zu gelangen. Das gleiche Ergebnis wurde 1964 in Tokio erzielt. In sieben Vorrundenspielen schaffte Mexiko zwar drei Siege, dies reichte jedoch nur um die Platzierungsrunde für die Plätze 9 bis 12. Zwei Niederlagen bedeuteten dann wiederum Platz 12 für Mexiko.
Erfolgreicher verlief das Turnier 1968. Fünf Siege in sieben Vorrundenspielen brachte Mexiko auf Gruppenplatz 3. Damit war man für die Platzierungsrunde für die Plätze 5 bis 8 qualifiziert. Zwei Siege über Spanien und Polen bedeuteten Platz 5 für das Team. Die nächste Teilnahme fand erst 1976 statt. Hier gab es in fünf Vorrundenspielen nur einen Sieg. In der Platzierungsrunde um die Plätze 9 bis 12 kam Mexiko im ersten Spiel kampflos weiter, da das zugeloste Ägypten auf Grund des Boykotts der afrikanischen Länder nicht antrat. Eine Niederlage gegen Puerto Rico bedeutete dann Platz 10 für Mexiko. Dies war das bislang letzte Olympiaturnier im Basketball mit mexikanischer Beteiligung.
| Name                          | Spiele      | Disziplin     | Anmerkung              |
| ----------------------------- | ----------- | ------------- | ---------------------- |
| Nationalmannschaft der Männer | 1936 Berlin | Männerturnier | erster Medaillengewinn |

#### Beach-Volleyball
| Gelbes Symbol für Goldmedaillen mit stilisierten Olympischen Ringen | Graues Symbol für Silbermedaillen mit stilisierten Olympischen Ringen | Braundes Symbol für Bronzemedaillen mit stilisierten Olympischen Ringen |
| ------------------------------------------------------------------- | --------------------------------------------------------------------- | ----------------------------------------------------------------------- |
| —                                                                   | —                                                                     | —                                                                       |

Das olympische Debüt im Beach-Volleyball fand 1996 statt. Bei allen folgenden Turnieren war mindestens ein mexikanisches Duo vertreten, doch blieben alle Teilnahmen erfolglos.

#### Bogenschießen
| Gelbes Symbol für Goldmedaillen mit stilisierten Olympischen Ringen | Graues Symbol für Silbermedaillen mit stilisierten Olympischen Ringen | Braundes Symbol für Bronzemedaillen mit stilisierten Olympischen Ringen |
| ------------------------------------------------------------------- | --------------------------------------------------------------------- | ----------------------------------------------------------------------- |
| —                                                                   | 1                                                                     | 1                                                                       |

Die ersten mexikanischen Bogenschützen traten 1972 in München an. Francisca de Gutiérrez erreichte im Fraueneinzel Platz 10. Erst 1984 nahmen Mexikaner wieder am Turnier teil. Aurora Bretón wurde Neunte. Erst 2008 in Peking stellten sich Erfolge ein. Bei den Männern wurde Juan René Serrano Vierter, bei den Frauen Mariana Avitia Achte.
2012 in London folgten die ersten Medaillengewinne. Bei den Frauen gewann Aída Román Silber, ihre Teamkollegin Mariana Avitia Bronze. Im Teamwettbewerb scheiterten die mexikanischen Männer im Halbfinale am späteren Olympiasieger Italien. Auch das Match um die Bronzemedaille wurde gegen Südkorea verloren. Die Frauen schieden im Viertelfinale gegen Japan aus.
2016 in Rio de Janeiro verlor Alejandra Valencia im Halbfinale gegen die Deutsche Lisa Unruh. Im Match um Bronze unterlag sie der Titelverteidigerin von London Ki Bo-bae.
| Name       | Spiele      | Disziplin     | Anmerkung              |
| ---------- | ----------- | ------------- | ---------------------- |
| Aída Román | 2012 London | Frauen Einzel | erster Medaillengewinn |

| Name           | Spiele      | Disziplin     | Anmerkung |
| -------------- | ----------- | ------------- | --------- |
| Mariana Avitia | 2012 London | Frauen Einzel |           |

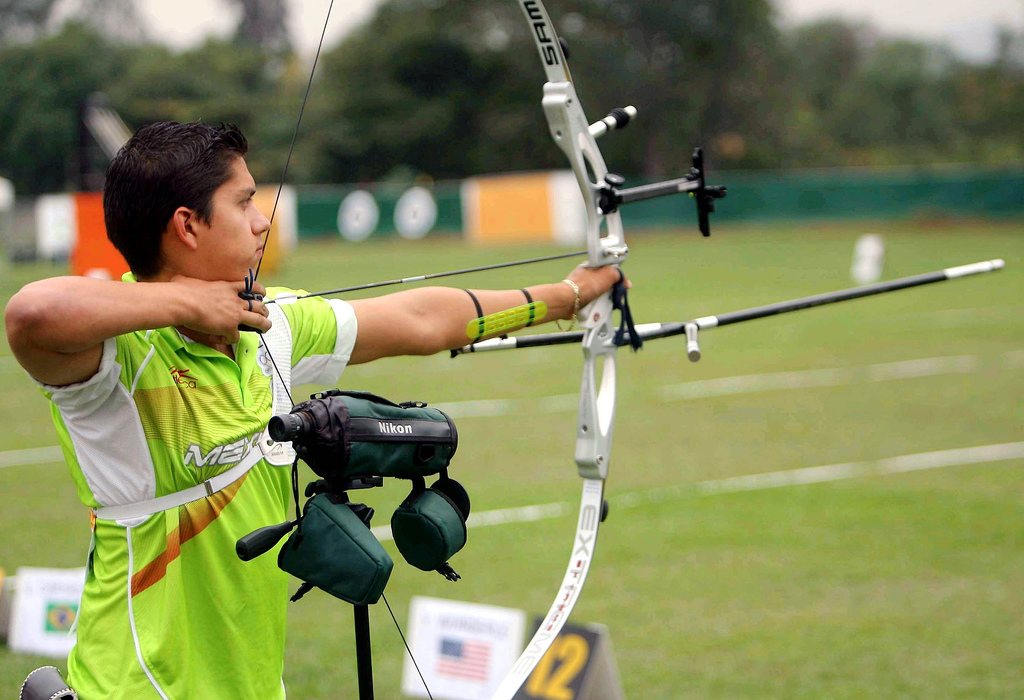
Juan René Serrano
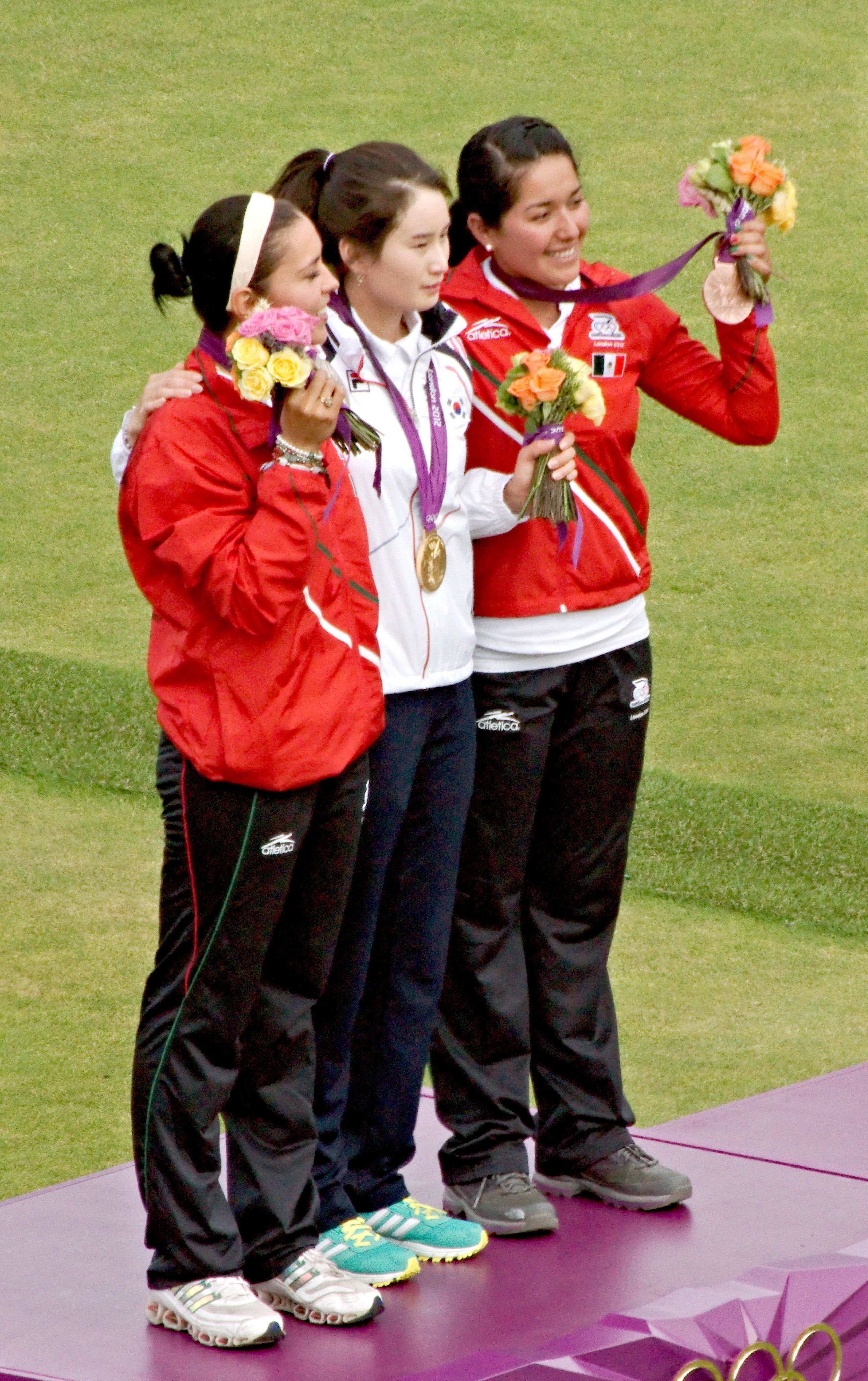
Siegerehrung im Einzel der Frauen 2012: Links Aída Román (Silber), rechts Mariana Avitia (Bronze). In der Mitte die Olympiasiegerin Ki Bo-bae aus Südkorea
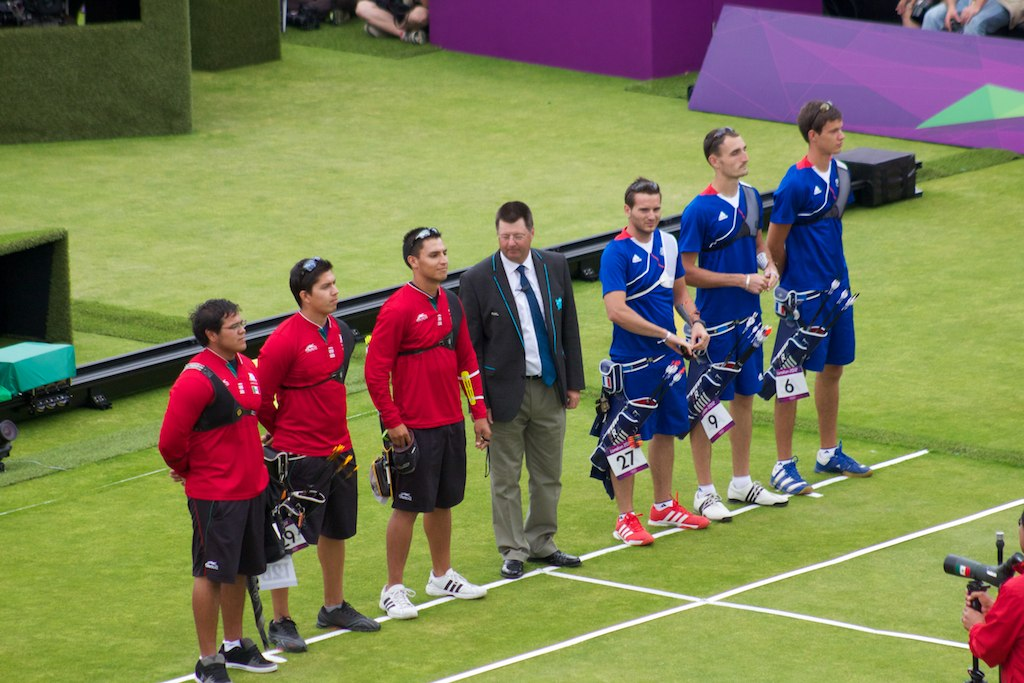
Das mexikanische Männerteam (rot) im Viertelfinale gegen Frankreich (v. l. n. r.): Luis Álvarez, Juan René Serrano, Eduardo Vélez

#### Boxen
| Gelbes Symbol für Goldmedaillen mit stilisierten Olympischen Ringen | Graues Symbol für Silbermedaillen mit stilisierten Olympischen Ringen | Braundes Symbol für Bronzemedaillen mit stilisierten Olympischen Ringen |
| ------------------------------------------------------------------- | --------------------------------------------------------------------- | ----------------------------------------------------------------------- |
| 2                                                                   | 3                                                                     | 8                                                                       |

Die ersten mexikanischen Boxer stiegen 1928 in Amsterdam in den Ring. Francisco Cabañas konnte 1932 in Los Angeles mit Silber im Fliegengewicht die erste mexikanische Boxmedaille gewinnen. Fidel Ortíz gewann 1936 in Berlin Bronze im Bantamgewicht.
28 Jahre später gelang der nächste Medaillengewinn. Juan Fabila gewann Bronze im Bantamgewicht. Die erfolgreichste Teilnahme fand 1968 bei den Sommerspielen im eigenen Land statt. Ricardo Delgado wurde Olympiasieger im Fliegengewicht, Antonio Roldán im Federgewicht. Hinzu kamen Bronzemedaillen durch Agustín Zaragoza im Mittelgewicht und Joaquín Rocha im Schwergewicht. 1972 gewann Alfonso Zamora Silber im Bantamgewicht, 1976 Juan Paredes Bronze im Federgewicht.
Der Bantamgewichtler Héctor López gewann 1984 in Los Angeles Silber, Mariano González 1988 Bronze im Fliegengewicht. Nach zwei erfolglosen Teilnahmen mexikanischer Boxer gewann Cristián Bejarano 2000 in Sydney Bronze im Leichtgewicht. 16 Jahre sollte es dauern bis zum nächsten Medaillengewinn. 2016 in Los Angeles gewann Misael Rodríguez Bronze im Mittelgewicht.
| Name            | Spiele            | Disziplin      | Anmerkung                               |
| --------------- | ----------------- | -------------- | --------------------------------------- |
| Ricardo Delgado | 1968 Mexiko-Stadt | Fliegengewicht | erster Olympiasieg zusammen mit Roldán  |
| Antonio Roldán  | 1968 Mexiko-Stadt | Federgewicht   | erster Olympiasieg zusammen mit Delgado |

| Name              | Spiele           | Disziplin      | Anmerkung                                                                       |
| ----------------- | ---------------- | -------------- | ------------------------------------------------------------------------------- |
| Francisco Cabañas | 1932 Los Angeles | Fliegengewicht | erster Medaillengewinn Mexikos überhaupt zusammen mit dem Schützen Gustavo Huet |
| Alfonso Zamora    | 1972 München     | Bantamgewicht  |                                                                                 |
| Héctor López      | 1984 Los Angeles | Bantamgewicht  |                                                                                 |

| Name              | Spiele              | Disziplin      | Anmerkung |
| ----------------- | ------------------- | -------------- | --------- |
| Fidel Ortíz       | 1936 Berlin         | Bantamgewicht  |           |
| Juan Fabila       | 1964 Tokio          | Bantamgewicht  |           |
| Agustín Zaragoza  | 1968 Mexiko-Stadt   | Mittelgewicht  |           |
| Joaquín Rocha     | 1968 Mexiko-Stadt   | Schwergewicht  |           |
| Juan Paredes      | 1976 Montreal       | Federgewicht   |           |
| Mariano González  | 1988 Seoul          | Fliegengewicht |           |
| Cristián Bejarano | 2000 Sydney         | Leichtgewicht  |           |
| Misael Rodríguez  | 2016 Rio de Janeiro | Mittelgewicht  |           |

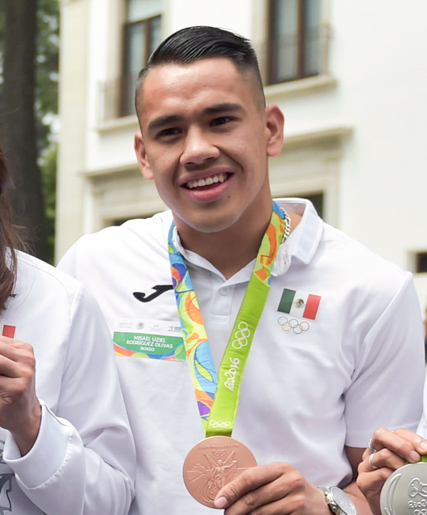
Misael Rodríguez, Bronze 2016

#### Fechten
| Gelbes Symbol für Goldmedaillen mit stilisierten Olympischen Ringen | Graues Symbol für Silbermedaillen mit stilisierten Olympischen Ringen | Braundes Symbol für Bronzemedaillen mit stilisierten Olympischen Ringen |
| ------------------------------------------------------------------- | --------------------------------------------------------------------- | ----------------------------------------------------------------------- |
| —                                                                   | —                                                                     | 1                                                                       |

Mexikanische Fechter nahmen erstmals 1928 in Amsterdam teil. 1948 in London erreichte der Säbelfechter Platz 8. Pilar Roldán belegte 1960 im Florettfechten Platz 7. 1964 in Tokio gewann sie die Silbermedaille und war somit die erste mexikanische Athletin, die bei Olympischen Spielen eine Medaille gewinnen konnte. In der Folgezeit blieben mexikanische Fechter in allen Fechtgattungen erfolglos.
| Name         | Spiele     | Disziplin | Anmerkung              |
| ------------ | ---------- | --------- | ---------------------- |
| Pilar Roldán | 1964 Tokio | Florett   | erster Medaillengewinn |

#### Fußball
| Gelbes Symbol für Goldmedaillen mit stilisierten Olympischen Ringen | Graues Symbol für Silbermedaillen mit stilisierten Olympischen Ringen | Braundes Symbol für Bronzemedaillen mit stilisierten Olympischen Ringen |
| ------------------------------------------------------------------- | --------------------------------------------------------------------- | ----------------------------------------------------------------------- |
| 1                                                                   | —                                                                     | —                                                                       |

Die erste Teilnahme einer mexikanischen Mannschaft am olympischen Fußballturnier fand 1928 statt. Gleich im ersten Spiel des im K.-o.-Systems ausgetragenen Turniers, verlor das Team mit 1:7 gegen Spanien. 1948 verlor man in der ersten Runde gegen Südkorea mit 3:5. 1964 wurde das Turnier in der Vorrunde in einem Gruppensystem durchgeführt. Mexiko spielte ein Mal Unentschieden und verlor gegen Rumänien und Deutschland (0:2) und schied damit aus.
1968 bei den Sommerspielen im eigenen Land erreichte die Mannschaft mit zwei Siegen in drei Vorrundenspielen das Viertelfinale gegen Spanien und siegte dort mit 2:0. Im Halbfinale unterlag man Bulgarien mit 2:3. Das Spiel um Bronze gegen Japan ging mit 0:2 verloren. Auch 1972 konnte man sich mit zwei Siegen in drei Vorrundenspielen für das Viertelfinale qualifizieren. Das Viertelfinale wurde in zwei Gruppen gespielt. Mexiko und die Bundesrepublik Deutschland trennten sich 1:1. Dann verlor Mexiko mit 0:7 gegen die DDR und mit 0:2 gegen Ungarn und schied somit aus. 1976 war schon nach der Vorrunde Schluss. Zwei Unentschieden gegen Israel und Guatemala waren zu wenig, da man gegen Frankreich verlor.
Die nächste Teilnahme fand erst 1992 statt. In allen drei Vorrundenspielen gab es ein Unentschieden, jedoch schied man auf Grund der schlechteren Tordifferenz gegenüber Australien aus. Ein Sieg und zwei Unentschieden standen nach der Vorrunde 1996 für Mexiko zu Buche. Im Viertelfinale scheiterten die Mexikaner mit 0:2 an Nigeria. Ein Sieg und ein Unentschieden waren 2004 zu wenig für das Männerteam, um weiterzukommen. Die Frauen kamen trotz nur eines Unentschiedens gegen China und einer 0:2-Niederlage gegen Deutschland weiter. Im Viertelfinale wurden sie von den Brasilianerinnen mit 0:5 besiegt.
2012 wurde die Männermannschaft Olympiasieger. Nach zwei Siegen und einem Unentschieden in der Vorrunde stand man im Viertelfinale der Mannschaft Senegals gegenüber. Mexiko gewann mit 4:2 nach Verlängerung. Im Halbfinale wurde Japan mit 3:1 besiegt. Das Finale gegen Brasilien gewann Mexiko mit 2:1. 2016 schied die Mannschaft nach der Vorrunde aus. Gegen Deutschland gab es ein 2:2, danach einen 5:1-Sieg gegen Fidschi. Im entscheidenden Spiel gegen Südkorea unterlagen die Mexikaner mit 0:1.
| Name                           | Spiele      | Disziplin     | Anmerkung                              |
| ------------------------------ | ----------- | ------------- | -------------------------------------- |
| U-23-Fußballnationalmannschaft | 2012 London | Männerturnier | erster Medaillengewinn und Olympiasieg |

#### Gewichtheben
| Gelbes Symbol für Goldmedaillen mit stilisierten Olympischen Ringen | Graues Symbol für Silbermedaillen mit stilisierten Olympischen Ringen | Braundes Symbol für Bronzemedaillen mit stilisierten Olympischen Ringen |
| ------------------------------------------------------------------- | --------------------------------------------------------------------- | ----------------------------------------------------------------------- |
| 1                                                                   | —                                                                     | —                                                                       |

Die ersten mexikanischen Gewichtheber traten 1948 an. Bis 1984 blieben die Gewichtheber erfolglos, danach konnte sich kein Athlet mehr qualifizieren. Erst 2000 in Sydney, als auch Frauen in dieser Sportart teilnehmen konnten, war auch Mexiko wieder vertreten. Diesmal gab es direkt den ersten Medaillengewinn und zugleich Olympiasieg. Soraya Jiménez Mendivil siegte im Leichtgewicht. Sie war damit die erste Frau Mexikos, die Olympiasiegerin wurde. 2016 in Rio de Janeiro scheiterte Bredni Roque im Leichtgewicht mit Platz 4 knapp an einer Medaille. Bei den Frauen wurde Eva Gurrola Fünfte im Mittelgewicht.
| Name                    | Spiele      | Disziplin     | Anmerkung                              |
| ----------------------- | ----------- | ------------- | -------------------------------------- |
| Soraya Jiménez Mendivil | 2000 Sydney | Leichtgewicht | erster Medaillengewinn und Olympiasieg |

#### Golf
| Gelbes Symbol für Goldmedaillen mit stilisierten Olympischen Ringen | Graues Symbol für Silbermedaillen mit stilisierten Olympischen Ringen | Braundes Symbol für Bronzemedaillen mit stilisierten Olympischen Ringen |
| ------------------------------------------------------------------- | --------------------------------------------------------------------- | ----------------------------------------------------------------------- |
| —                                                                   | —                                                                     | —                                                                       |

2016 in Rio de Janeiro traten drei Golfer, ein Mann und zwei Frauen, beim olympischen Turnier an. Alle belegten Plätze im Mittelfeld.

#### Hockey
| Gelbes Symbol für Goldmedaillen mit stilisierten Olympischen Ringen | Graues Symbol für Silbermedaillen mit stilisierten Olympischen Ringen | Braundes Symbol für Bronzemedaillen mit stilisierten Olympischen Ringen |
| ------------------------------------------------------------------- | --------------------------------------------------------------------- | ----------------------------------------------------------------------- |
| —                                                                   | —                                                                     | —                                                                       |

In Mexiko-Stadt nahmen erstmals mexikanische Hockeyspieler am olympischen Turnier teil. Die Mannschaft verlor alle ihre sieben Vorrundenspiele, u. a. mit 0:2 gegen die DDR und mit 1:5 gegen die Bundesrepublik Deutschland. Auch 1972 wurden alle Spiele verloren, die Mannschaft schoss nur ein einziges Tor beim 1:2 gegen Kenia. Im Spiel um Platz 15 verlor man gegen Uganda mit 1:4.

#### Judo
| Gelbes Symbol für Goldmedaillen mit stilisierten Olympischen Ringen | Graues Symbol für Silbermedaillen mit stilisierten Olympischen Ringen | Braundes Symbol für Bronzemedaillen mit stilisierten Olympischen Ringen |
| ------------------------------------------------------------------- | --------------------------------------------------------------------- | ----------------------------------------------------------------------- |
| —                                                                   | —                                                                     | —                                                                       |

Seit der Premiere des Judos 1964 in Tokio nehmen mexikanische Judoka teil. In der Folgezeit blieben alle Kämpfer und Kämpferinnen erfolglos.

#### Kanusport
| Gelbes Symbol für Goldmedaillen mit stilisierten Olympischen Ringen | Graues Symbol für Silbermedaillen mit stilisierten Olympischen Ringen | Braundes Symbol für Bronzemedaillen mit stilisierten Olympischen Ringen |
| ------------------------------------------------------------------- | --------------------------------------------------------------------- | ----------------------------------------------------------------------- |
| —                                                                   | —                                                                     | —                                                                       |

Die ersten Kanuten Mexikos gingen bei den heimischen Sommerspielen 1968 an den Start. Im Zweier-Kanadier über 1000 Meter erreichten Juan Martínez und Félix Altamirano Platz 4. 2000 erreichten José Ramón Ferrer und José Antonio Romero auf der gleichen Strecke im Zweier-Kanadier Platz6.

#### Leichtathletik
| Gelbes Symbol für Goldmedaillen mit stilisierten Olympischen Ringen | Graues Symbol für Silbermedaillen mit stilisierten Olympischen Ringen | Braundes Symbol für Bronzemedaillen mit stilisierten Olympischen Ringen |
| ------------------------------------------------------------------- | --------------------------------------------------------------------- | ----------------------------------------------------------------------- |
| 3                                                                   | 6                                                                     | 2                                                                       |

Die ersten mexikanischen Leichtathleten nahmen 1924 in Paris teil. 1932 in Los Angeles wurde Juan Morales Siebter über 10.000 Meter. Bei den heimischen Sommerspielen 1968 konnte die erste Medaille gewonnen werden. José Pedraza gewann Silber im Gehen über 20 Kilometer. Juan Martínez kam sowohl über 5000 als auch über 10.000 Meter als Vierter ins Ziel.
Den ersten Olympiasieg in der Leichtathletik konnte Mexiko 1976 in Montreal feiern. Der Geher Daniel Bautista gewann das Gehen über 20 Kilometer. 1980 in Moskau wurden Rodolfo Gómez im Marathon und Raúl González im Gehen über 20 Kilometer jeweils Sechste. González gewann 1984 in Los Angeles gleich zwei Medaillen. Zuerst gewann er Silber im 20-Kilometer-Wettbewerb hinter seinem Landsmann Ernesto Canto. Über 50 Kilometer wurde er selber Olympiasieger, Canto belegte Platz 10.
1988 in Seoul kam Arturo Barrios über 10.000 Meter auf Platz 5, Carlos Mercenario im Gehen über 20 Kilometer auf Platz 7. In Barcelona 1992 gewann Mercenario Silber über 50 Kilometer, sein Teamkamerad Miguel Ángel Rodríguez wurde Achter. Über 20 Kilometer belegte Daniel García Platz 7. Barrios konnte seine Platzierung von Seoul wiederholen, hinzu kam Germán Silva auf Platz 6.
Ein Geher gewann 1996 in Atlanta die nächste mexikanische Medaille. Bernardo Segura gewann Bronze über 20 Kilometer. Über 50 Kilometer wurde Ignacio Zamudio Sechster und Daniel García Neunter. Im Marathon belegten Germán Silva Platz 6 und Benjamín Paredes Platz 8. 2000 gewannen Noé Hernández Silber über 20 Kilometer Gehen und Joel Sánchez Bronze über 50 Kilometer. Hier wurde Miguel Ángel Rodríguez Siebter. Im 20-Kilometer-Gehen der Frauen wurde María Guadalupe González Fünfte. Die gleiche Platzierung erzielte Ana Guevara im 400-Meter-Lauf. 2004 gewann Ana Guevara dann die Silbermedaille.
In Peking 2008 erreichten Juan Luis Barrios mit Platz 7 über 5000 Meter und Horacio Nava mit Platz 6 über 50 Kilometer Gehen vordere Platzierungen. Barrios wurde 2012 in London noch einmal Achter. Im Gehen über 20 Kilometer erreichte Eder Sánchez Platz 6. 2016 in Rio de Janeiro gewann María Guadalupe González dann Silber über 20 Kilometer Gehen. Diego del Real wurde Vierter im Hammerwurf, Alberto Álvarez Neunter im Dreisprung.
| Name            | Spiele           | Disziplin   | Anmerkung          |
| --------------- | ---------------- | ----------- | ------------------ |
| Daniel Bautista | 1976 Montreal    | 20 km Gehen | erster Olympiasieg |
| Ernesto Canto   | 1984 Los Angeles | 20 km Gehen |                    |
| Raúl González   | 1984 Los Angeles | 50 km Gehen |                    |

| Name                     | Spiele              | Disziplin   | Anmerkung              |
| ------------------------ | ------------------- | ----------- | ---------------------- |
| José Pedraza             | 1968 Mexiko-Stadt   | 20 km Gehen | erster Medaillengewinn |
| Raúl González            | 1984 Los Angeles    | 20 km Gehen |                        |
| Carlos Mercenario        | 1992 Barcelona      | 50 km Gehen |                        |
| Noé Hernández            | 1996 Atlanta        | 20 km Gehen |                        |
| Ana Guevara              | 2000 Sydney         | 400 Meter   |                        |
| María Guadalupe González | 2016 Rio de Janeiro | 20 km Gehen |                        |

| Name            | Spiele       | Disziplin   | Anmerkung |
| --------------- | ------------ | ----------- | --------- |
| Bernardo Segura | 1996 Atlanta | 20 km Gehen |           |
| Joel Sánchez    | 1996 Atlanta | 50 km Gehen |           |

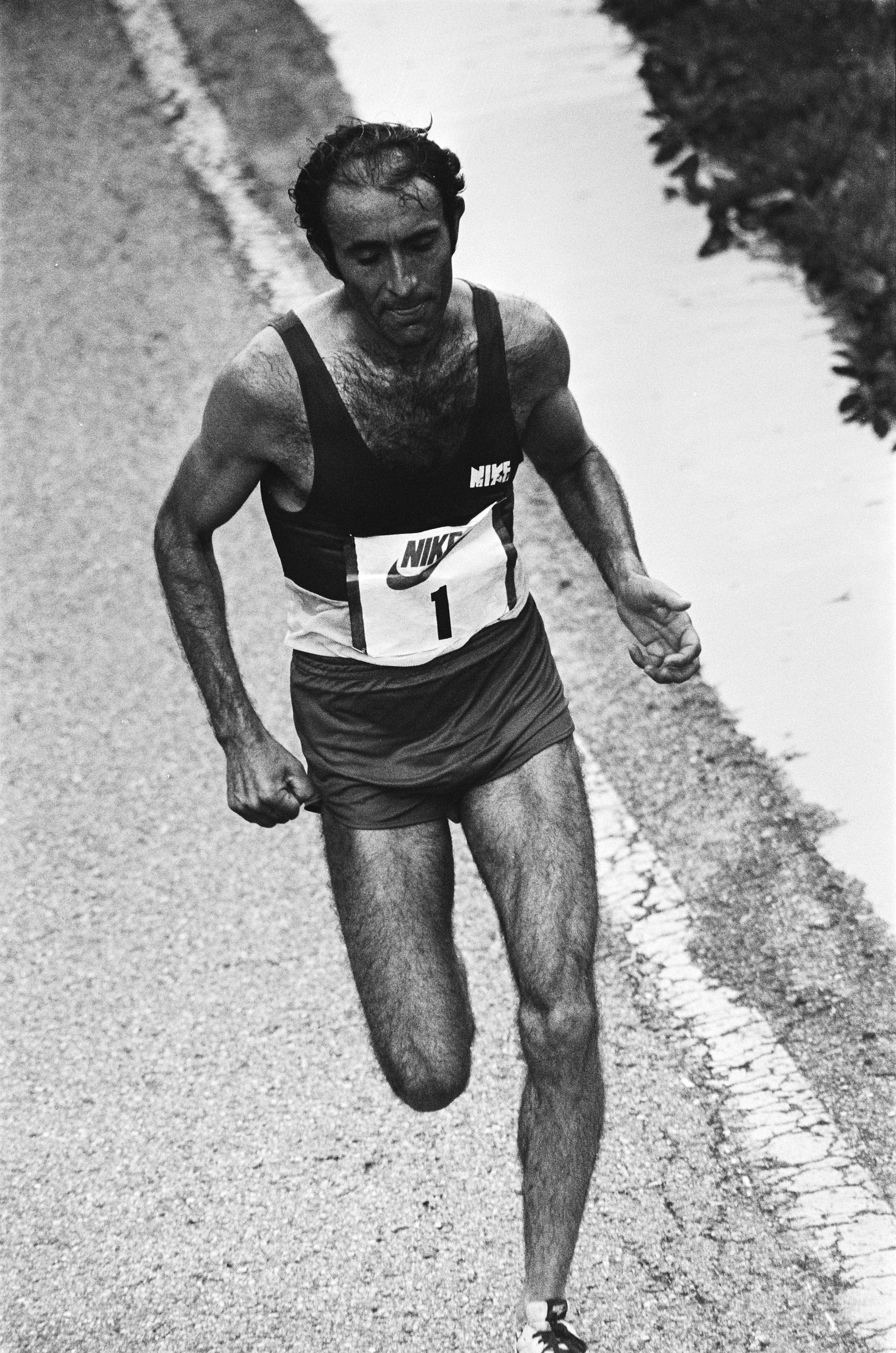
Rodolfo Gómez
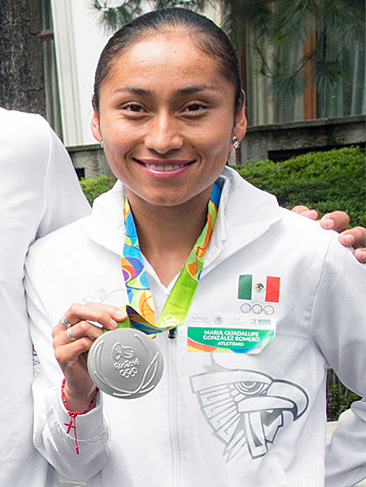
Maria Guadalupe González, Silber 2016
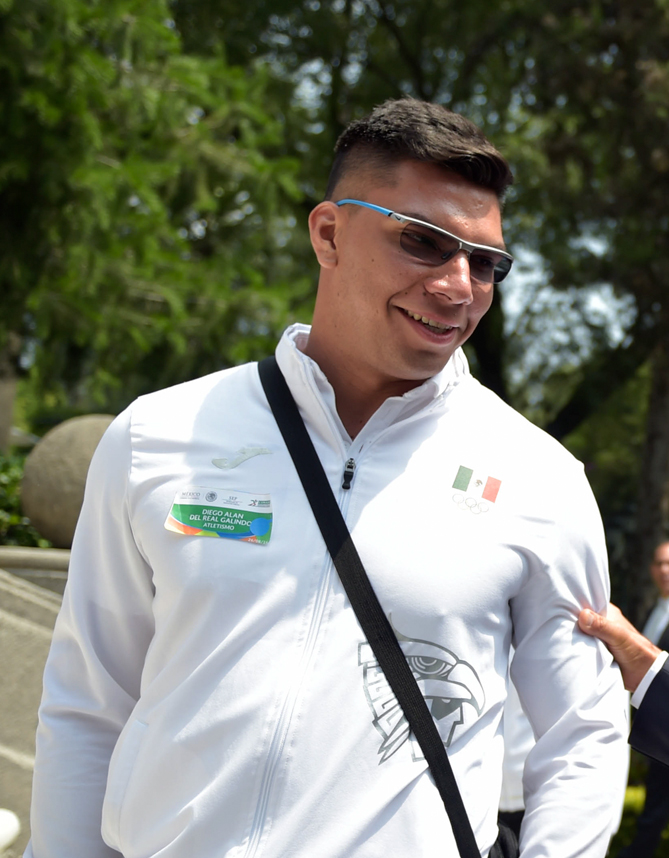
Diego del Real
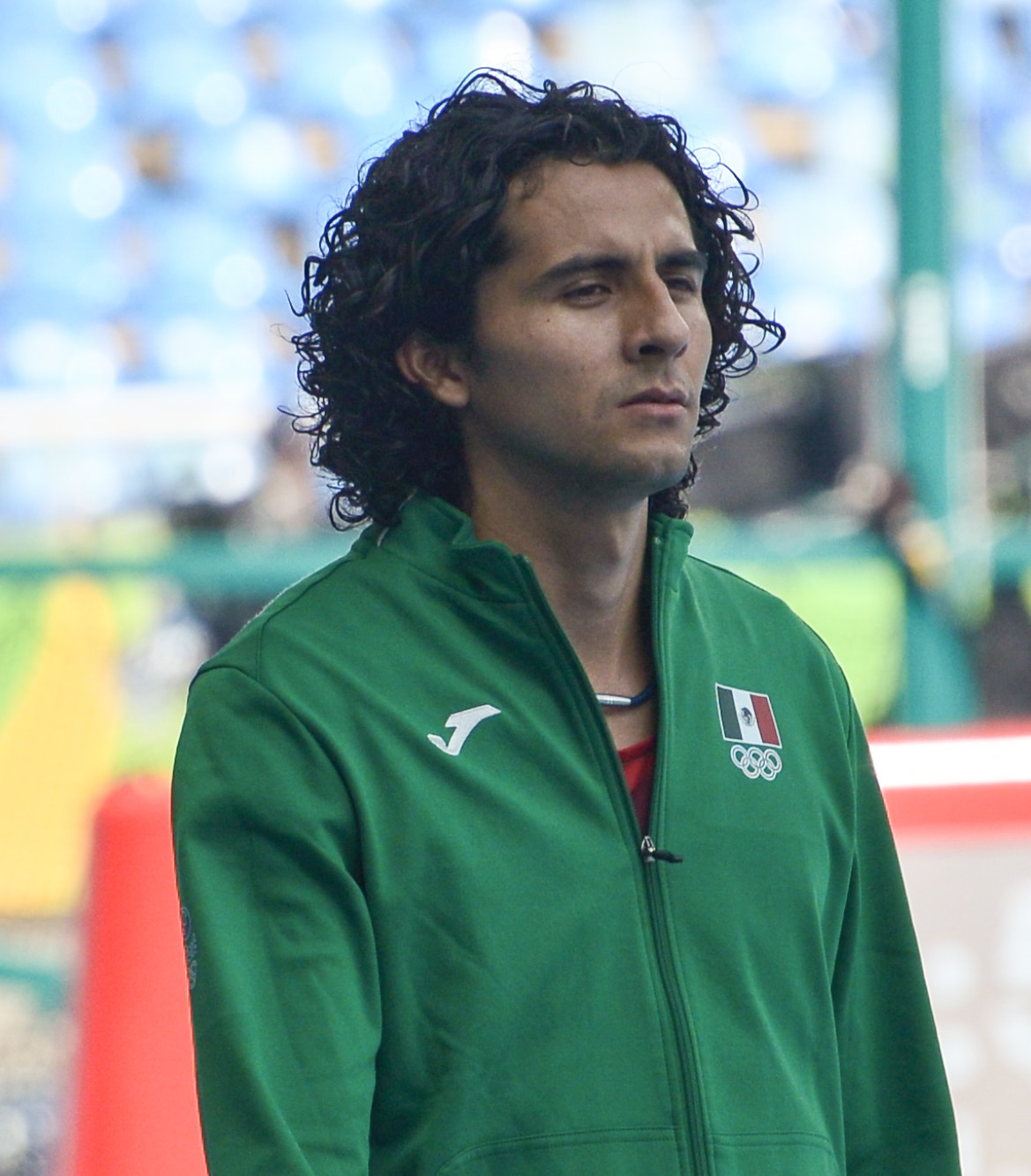
Alberto Álvarez

#### Moderner Fünfkampf
| Gelbes Symbol für Goldmedaillen mit stilisierten Olympischen Ringen | Graues Symbol für Silbermedaillen mit stilisierten Olympischen Ringen | Braundes Symbol für Bronzemedaillen mit stilisierten Olympischen Ringen |
| ------------------------------------------------------------------- | --------------------------------------------------------------------- | ----------------------------------------------------------------------- |
| —                                                                   | —                                                                     | 1                                                                       |

Die ersten modernen Fünfkämpfer aus Mexiko nahmen 1932 in Los Angeles teil. Bei den ersten Teilnahmen rangierten die Athleten auf den mittleren bzw. hinteren Plätzen. 1956 in Melbourne schafften die drei Teilnehmer Platz 5 in der Mannschaftswertung. Erst 1984 in Los Angeles konnte diese Platzierung wiederholt werden. In der Einzelwertung erreichte Ivar Sisniega Platz 7. 1996 in Atlanta belegte Sergio Salazar Platz 9. Óscar Soto wurde 2008 in Peking Achter. 2016 in Rio de Janeiro gewann Ismael Hernández mit Bronze die erste Medaille Mexikos in dieser Sportart.
| Name             | Spiele              | Disziplin | Anmerkung              |
| ---------------- | ------------------- | --------- | ---------------------- |
| Ismael Hernández | 2016 Rio de Janeiro | Einzel    | erster Medaillengewinn |

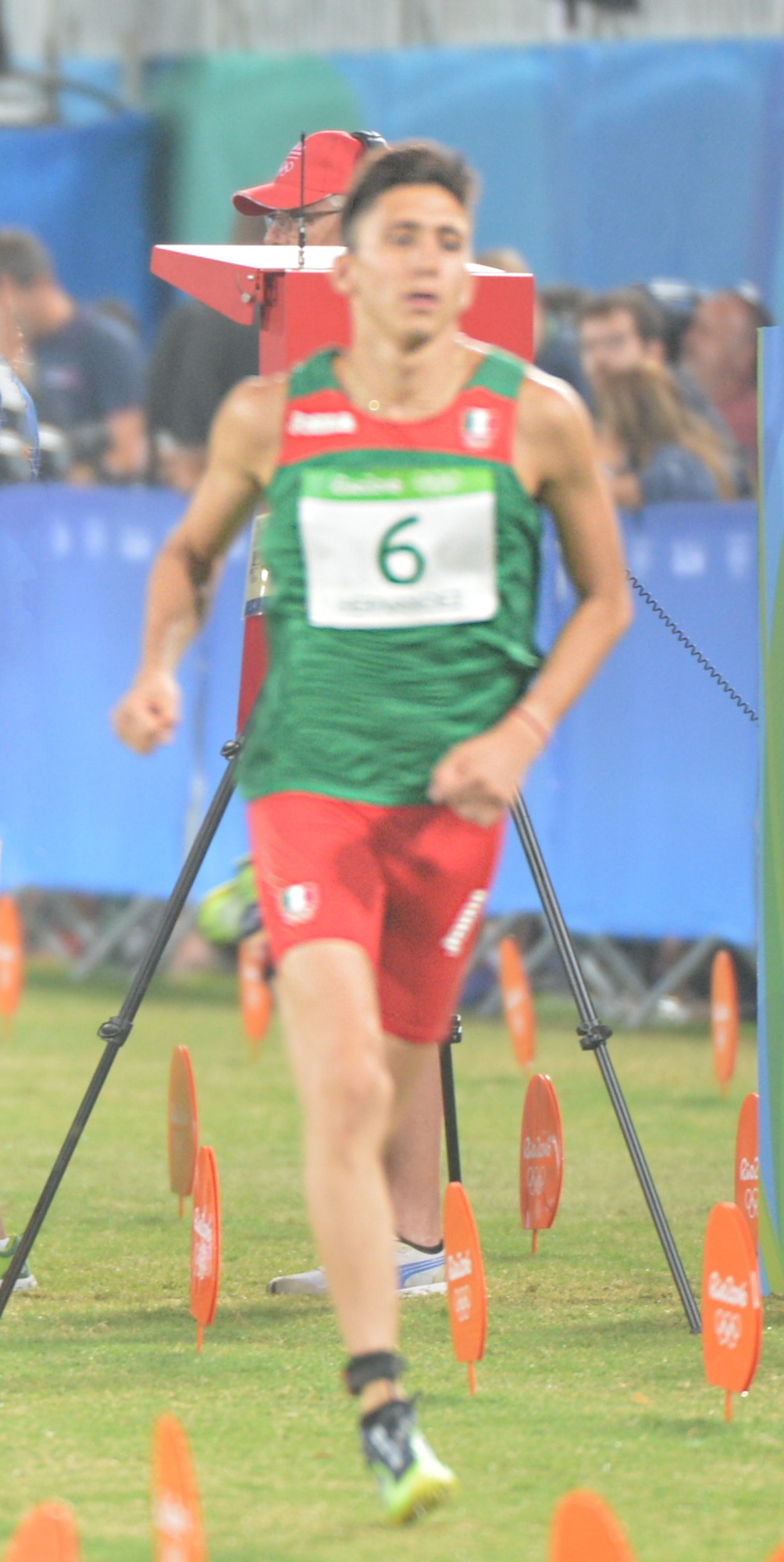
Ismael Hernández läuft 2016 zur Bronzemedaille

#### Polo
| Gelbes Symbol für Goldmedaillen mit stilisierten Olympischen Ringen | Graues Symbol für Silbermedaillen mit stilisierten Olympischen Ringen | Braundes Symbol für Bronzemedaillen mit stilisierten Olympischen Ringen |
| ------------------------------------------------------------------- | --------------------------------------------------------------------- | ----------------------------------------------------------------------- |
| —                                                                   | —                                                                     | 2                                                                       |

Polo wurde fünf Mal bei Olympischen Sommerspielen ausgetragen: 1900, 1908, 1920, 1924 und 1936. Das Turnier von 1900 bestand aus fünf Mannschaften, drei davon waren Mannschaften mit Spielern unterschiedlicher Nationalitäten. Nur die mexikanische Mannschaft, bestehend aus den drei Brüdern Escandón und Guillermo Wright und eine französische Mannschaft, der Compiègne Polo Club, bestanden aus Spielern einer Nation. Die drei gemischten Mannschaften waren Foxhunters Hurlingham und BLO Polo Club Rugby, beide mit Spielern aus dem Vereinigten Königreich und den USA, sowie Bagatelle Polo Club de Paris mit Spielern aus Frankreich und dem Vereinigten Königreich. Mexiko verlor das Spiel im Halbfinale gegen BLO mit 0:8. Da es kein Entscheidungsspiel der unterlegenen Halbfinalisten gab, lag die mexikanische Mannschaft, die ersten Olympiateilnehmer Mexikos überhaupt, auf Platz 3. 1900 bekamen die Drittplatzierten noch keine Bronzemedaillen, dies wurde erst 1904 eingeführt.
Erst 1936 nahm wieder eine mexikanische Polomannschaft teil. Es wurde eine starke und eine schwache Gruppe gebildet. Ungarn und Deutschland waren in der schwachen Gruppe, Mexiko, Argentinien und das Vereinigte Königreich in der starken. Mexiko verlor beide Spiele, 11:13 gegen das Vereinigte Königreich und 5:15 gegen Argentinien. Damit spielte man gegen die bessere schwache Mannschaft um die Bronzemedaille. Gegner war Ungarn, das Spiel endete mit einem 16:2-Sieg für Mexiko.
| Name               | Spiele      | Disziplin | Anmerkung              |
| ------------------ | ----------- | --------- | ---------------------- |
| Nationalmannschaft | 1900 Paris  |           | erster Medaillengewinn |
| Nationalmannschaft | 1936 Berlin |           |                        |

#### Radsport
| Gelbes Symbol für Goldmedaillen mit stilisierten Olympischen Ringen | Graues Symbol für Silbermedaillen mit stilisierten Olympischen Ringen | Braundes Symbol für Bronzemedaillen mit stilisierten Olympischen Ringen |
| ------------------------------------------------------------------- | --------------------------------------------------------------------- | ----------------------------------------------------------------------- |
| —                                                                   | 1                                                                     | 1                                                                       |

1932 in Los Angeles nahmen erstmals mexikanische Radsportler an Olympischen Spielen teil. Eine erste vordere Platzierung gelang 1956 in Melbourne Magdaleno Cano mit Platz 9 im Straßenrennen. 1984 in Los Angeles gab es den ersten Medaillengewinn. José Manuel Youshimatz gewann Bronze im Punktefahren. 1988 in Seoul erreichte Youshimatz Platz 9. Bei den Frauen wurde Belem Guerrero 2000 in Sydney Fünfte im Punktefahren, 2004 in Athen gewann sie Silber. In Athen erreichte Nancy Contreras im 500-Meter-Zeitfahren Platz 8.
| Name           | Spiele     | Disziplin    | Anmerkung |
| -------------- | ---------- | ------------ | --------- |
| Belem Guerrero | 2004 Athen | Punktefahren |           |

| Name                   | Spiele           | Disziplin    | Anmerkung              |
| ---------------------- | ---------------- | ------------ | ---------------------- |
| José Manuel Youshimatz | 1984 Los Angeles | Punktefahren | erster Medaillengewinn |

#### Reiten
| Gelbes Symbol für Goldmedaillen mit stilisierten Olympischen Ringen | Graues Symbol für Silbermedaillen mit stilisierten Olympischen Ringen | Braundes Symbol für Bronzemedaillen mit stilisierten Olympischen Ringen |
| ------------------------------------------------------------------- | --------------------------------------------------------------------- | ----------------------------------------------------------------------- |
| 2                                                                   | 1                                                                     | 4                                                                       |

Mit sechs Reitern nahm Mexiko 1932 in Los Angeles erstmals an einem olympischen Reitturnier teil. 1948 wurden zwei Gold-, eine Silber- und eine Bronzemedaille gewonnen. In der Einzelwertung des Springreitens wurde Humberto Mariles Cortés erster Olympiasieger Mexikos bei Olympischen Spielen. Sein Teamkamerad Rubén Uriza gewann Silber. In der Mannschaftswertung siegte die mexikanische Equipe, bestehend aus Mariles Cortés, Uriza und Alberto Valdés Ramos. Mariles Cortés gewann zusammen mit Raúl Campero und Joaquín Solano Bronze in der Vielseitigkeits-Mannschaftswertung. 1952 erreichte Mariles Cortés Platz 6 in der Einzelwertung des Springreitens.
Drei Bronzemedaillen konnten 1980 in Moskau gewonnen werden. Joaquín Pérez gewann die Medaille in der Einzelwertung des Springreitens. Die Springreiter-Mannschaft und auch die Vieseitigkeits-Mannschaft gewannen ebenfalls Bronze. 1988 in Seoul belegte Jaime Azcárraga im Springreiten Platz 6 der Einzelwertung. Bernadette Pujals erreichte 2008 Platz 9 in der Dressur-Einzelwertung. 2012 in London kam Springreiter Alberto Michán in der Einzelwertung auf Platz 5.

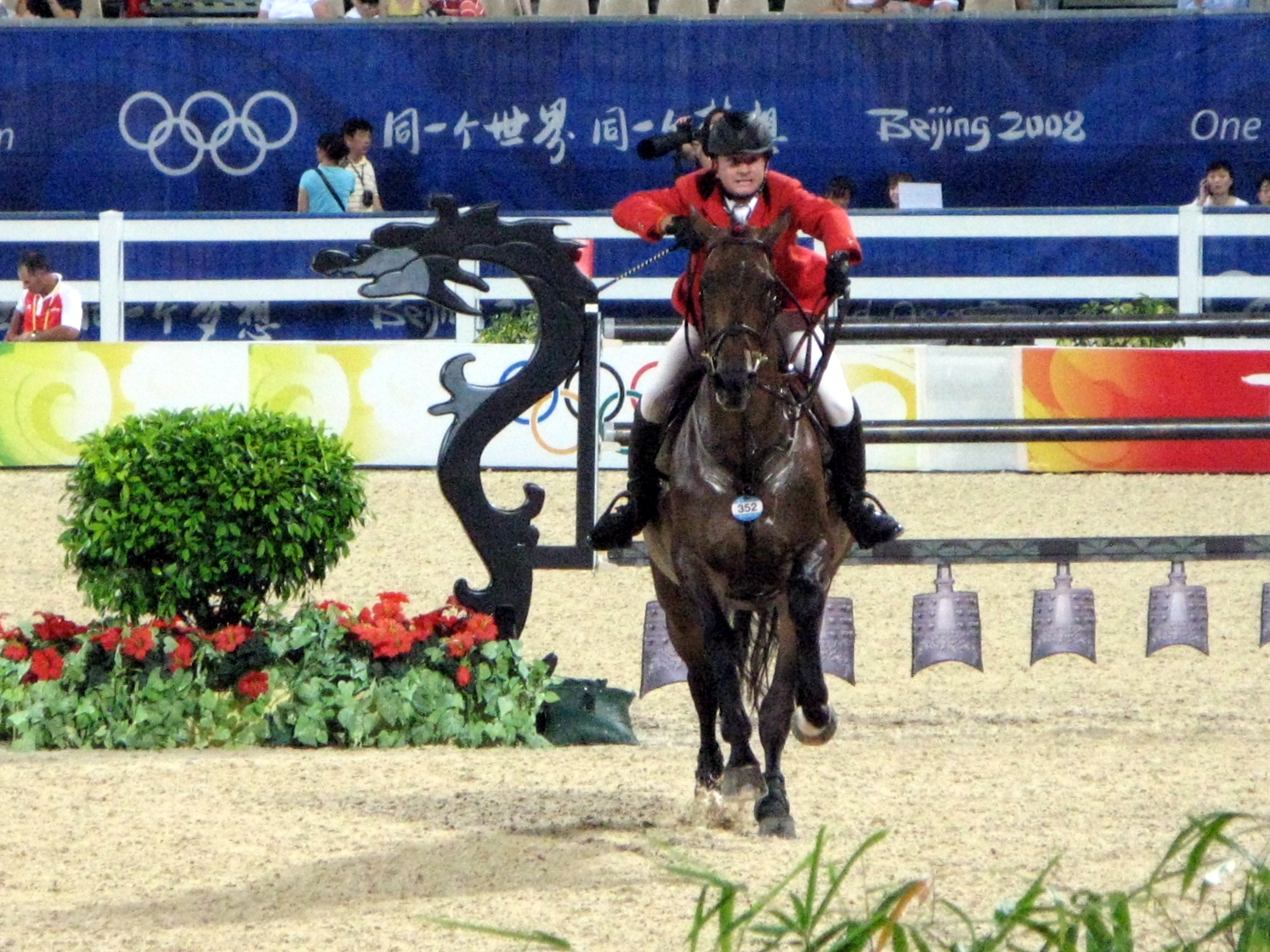
Alberto Michán

| Name                                                                                        | Spiele      | Disziplin            | Anmerkung          |
| ------------------------------------------------------------------------------------------- | ----------- | -------------------- | ------------------ |
| Humberto Mariles Cortés auf Arete                                                           | 1948 London | Springen Einzel      | erster Olympiasieg |
| Humberto Mariles Cortés auf Arete Rubén Uriza auf Harvey Alberto Valdés Ramos auf Chihuahua | 1948 London | Springen Teamwertung |                    |

| Name                   | Spiele      | Disziplin       | Anmerkung |
| ---------------------- | ----------- | --------------- | --------- |
| Rubén Uriza auf Harvey | 1948 London | Springen Einzel |           |

| Name | Spiele      | Disziplin                  | Anmerkung              |
| --- | ----------- | -------------------------- | ---------------------- |
| Humberto Meriles Cortés auf Parral Raúl Campero auf Tarahumara Joaquín Solano auf Malinche                         | 1948 London | Vielseitigkeit Teamwertung | erster Medaillengewinn |
| Joaquín Pérez auf Alymony                                                                                          | 1980 Moskau | Springreiten Einzel        |                        |
| Joaquín Pérez auf Alymony Alberto Valdés Lacarra auf Lady Mirka Gerardo Tazzer auf Caribe Jesús Gómez auf Massacre | 1980 Moskau | Springreiten Teamwertung   |                        |
| Manuel Mendívil auf Remember David Bárcena auf Bombona José Luis Pérez auf Quelite Fabián Vázquez auf Cocaleco     | 1980 Moskau | Vielseitigkeit Teamwertung |                        |

- Alberto Michán

#### Ringen
| Gelbes Symbol für Goldmedaillen mit stilisierten Olympischen Ringen | Graues Symbol für Silbermedaillen mit stilisierten Olympischen Ringen | Braundes Symbol für Bronzemedaillen mit stilisierten Olympischen Ringen |
| ------------------------------------------------------------------- | --------------------------------------------------------------------- | ----------------------------------------------------------------------- |
| —                                                                   | 1                                                                     | —                                                                       |

1932 in Los Angeles traten die ersten mexikanischen Ringer an. Erfolge blieben zunächst aus. Erst 1980 konnte sich der Halbfliegengewichtler Alfredo Olvera im griechisch-römischen Stil mit Platz 6 auf sich aufmerksam machen. Der Fliegengewichtler Daniel Aceves gewann 1984 Silber im griechisch-römischen Stil.
| Name          | Spiele           | Disziplin                          | Anmerkung |
| ------------- | ---------------- | ---------------------------------- | --------- |
| Daniel Aceves | 1984 Los Angeles | Fliegengewicht, griechisch-römisch |           |

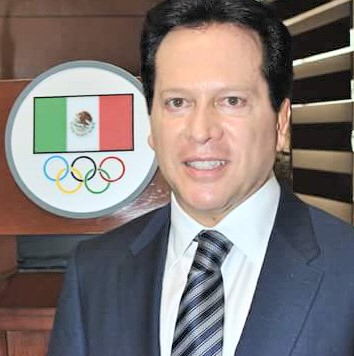
Daniel Aceves, Bronze 1984, im Jahr 2015

#### Rudern
| Gelbes Symbol für Goldmedaillen mit stilisierten Olympischen Ringen | Graues Symbol für Silbermedaillen mit stilisierten Olympischen Ringen | Braundes Symbol für Bronzemedaillen mit stilisierten Olympischen Ringen |
| ------------------------------------------------------------------- | --------------------------------------------------------------------- | ----------------------------------------------------------------------- |
| —                                                                   | —                                                                     | —                                                                       |

Rudern stand für Mexiko erstmals 1956 in Melbourne auf dem Programm. Eine Finalteilnahme wurde erst 1992 in Barcelona erreicht. Joaquín Gómez wurde Siebter im Einer.

#### Schießen
| Gelbes Symbol für Goldmedaillen mit stilisierten Olympischen Ringen | Graues Symbol für Silbermedaillen mit stilisierten Olympischen Ringen | Braundes Symbol für Bronzemedaillen mit stilisierten Olympischen Ringen |
| ------------------------------------------------------------------- | --------------------------------------------------------------------- | ----------------------------------------------------------------------- |
| —                                                                   | 1                                                                     | —                                                                       |

Die ersten Schützen Mexikos nahmen 1932 in Los Angeles teil. Gustavo Huet gewann mit dem Kleinkalibergewehr im Liegendanschlag die Silbermedaille. Es war, zusammen mit der Silbermedaille des Boxers Francisco Cabañas, der erste Medaillengewinn Mexikos überhaupt bei Olympischen Spielen. Arturo Villanueva belegte mit der Schnellfeuerpistole Platz 4, seine Teamkameraden Arnulfo Hernández und Gustavo Salinas teilten sich Platz 7. In Berlin 1936 erreichte Gustavo Huet Platz 7.
1968 in Mexiko-Stadt belegte José González Platz 5 im Dreistellungskampf mit dem Kleinkalibergewehr. Mit der Luftpistole erreichte Alejandra Zavala 2016 in rio de Janeiro Platz 4.
| Name         | Spiele           | Disziplin                  | Anmerkung                                                                         |
| ------------ | ---------------- | -------------------------- | --------------------------------------------------------------------------------- |
| Gustavo Huet | 1932 Los Angeles | Kleinkalibergewehr liegend | erster Medaillengewinn Mexikos überhaupt zusammen mit dem Boxer Francisco Cabañas |

#### Schwimmen
| Gelbes Symbol für Goldmedaillen mit stilisierten Olympischen Ringen | Graues Symbol für Silbermedaillen mit stilisierten Olympischen Ringen | Braundes Symbol für Bronzemedaillen mit stilisierten Olympischen Ringen |
| ------------------------------------------------------------------- | --------------------------------------------------------------------- | ----------------------------------------------------------------------- |
| 1                                                                   | —                                                                     | 1                                                                       |

Im Schwimmen traten mexikanische Athleten erstmals 1932 in Los Angeles an. Über 100 Meter Rücken schaffte Clemente Mejía 1936 in Berlin einen vierten Platz. Eulalio Ríos schwamm 1956 in Melbourne über 200 Meter Delfin auf Platz 6.
Zwei Medaillen konnten 1968 bei den heimischen Sommerspielen in Mexiko-Stadt gewonnen werden. Die erste Medaille und gleichzeitig der erste Olympiasieg eines Mexikaners im Schwimmen gelang Felipe Muñoz über 200 Meter Brust. Die erst 14-jährige María Teresa Ramírez gewann Bronze über 800 Meter Freistil mit ihrer Teamkameradin Laura Vaca auf Platz 8. Ramírez belegte über die 400-Meter-Strecke Platz 6, Vaca über 400 Meter Lagen nochmals Platz 8. Zwei Finalisten gab es über 1500 Meter Freistil bei den Männern. Guillermo Echevarría wurde Sechster, Juan Alanís Siebter. Über 400 Meter Lagen wurde Rafael Hernández Rojas Achter.
1972 in München wurde Felipe Muñoz Fünfter über 200 Meter Brust. Guillermo García erreichte Platz 8 über 1500 Meter Freistil. 1980 in Moskau wurde die 100-Meter-Freistilstaffel der Frauen Sechste.
| Name         | Spiele            | Disziplin       | Anmerkung                              |
| ------------ | ----------------- | --------------- | -------------------------------------- |
| Felipe Muñoz | 1968 Mexiko-Stadt | 200 Meter Brust | erster Olympiasieg und Medaillengewinn |

| Name                 | Spiele            | Disziplin          | Anmerkung |
| -------------------- | ----------------- | ------------------ | --------- |
| María Teresa Ramírez | 1968 Mexiko-Stadt | 800 Meter Freistil |           |

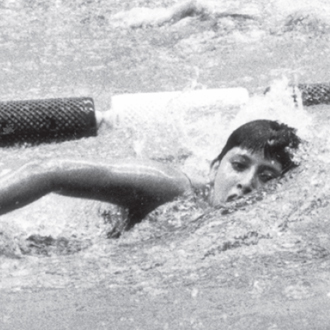
María Teresa Ramírez, Bronze 1968

#### Segeln
| Gelbes Symbol für Goldmedaillen mit stilisierten Olympischen Ringen | Graues Symbol für Silbermedaillen mit stilisierten Olympischen Ringen | Braundes Symbol für Bronzemedaillen mit stilisierten Olympischen Ringen |
| ------------------------------------------------------------------- | --------------------------------------------------------------------- | ----------------------------------------------------------------------- |
| —                                                                   | —                                                                     | —                                                                       |

Die erste Segelregatta mit mexikanischer Beteiligung fand 1960 statt. Die Teilnehmer blieben in der Folgezeit erfolglos.

#### Taekwondo
| Gelbes Symbol für Goldmedaillen mit stilisierten Olympischen Ringen | Graues Symbol für Silbermedaillen mit stilisierten Olympischen Ringen | Braundes Symbol für Bronzemedaillen mit stilisierten Olympischen Ringen |
| ------------------------------------------------------------------- | --------------------------------------------------------------------- | ----------------------------------------------------------------------- |
| 2                                                                   | 2                                                                     | 3                                                                       |

Gleich bei der olympischen Premiere der Sportart 2000 in Sydney konnte ein mexikanischer Taekwondoin eine Medaille gewinnen. Víctor Estrada erkämpfte sich im Weltergewicht die Bronzemedaille. 2004 in Athen folgte eine Silbermedaille durch Óscar Salazar im Fliegengewicht. Seine Schwester Iridia Salazar gewann Bronze im Federgewicht. In Peking 2008 erkämpfte sich Guillermo Pérez im Fliegengewicht den ersten mexikanischen Olympiasieg in dieser Sportart. Drei Tage später siegte auch María Espinoza im Schwergewicht. In London 2012 erkämpfte sich María Espinoza Bronze, 2016 in Rio de Janeiro Silber. In Rio erreichten Carlos Navarro und Itzel Manjarrez jeweils Platz 5.
| Name            | Spiele      | Disziplin      | Anmerkung          |
| --------------- | ----------- | -------------- | ------------------ |
| Guillermo Pérez | 2008 Peking | Fliegengewicht | erster Olympiasieg |
| María Espinoza  | 2008 Peking | Schwergewicht  |                    |

| Name           | Spiele              | Disziplin      | Anmerkung |
| -------------- | ------------------- | -------------- | --------- |
| Óscar Salazar  | 2004 Athen          | Fliegengewicht |           |
| María Espinoza | 2016 Rio de Janeiro | Schwergewicht  |           |

| Name           | Spiele      | Disziplin     | Anmerkung              |
| -------------- | ----------- | ------------- | ---------------------- |
| Víctor Estrada | 2000 Sydney | Weltergewicht | erster Medaillengewinn |
| Iridia Salazar | 2004 Athen  | Federgewicht  |                        |
| María Espinoza | 2012 London | Schwergewicht |                        |

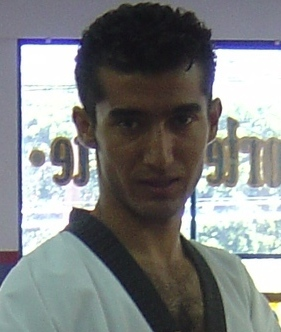
Guillermo Pérez, Olympiasieger 2008
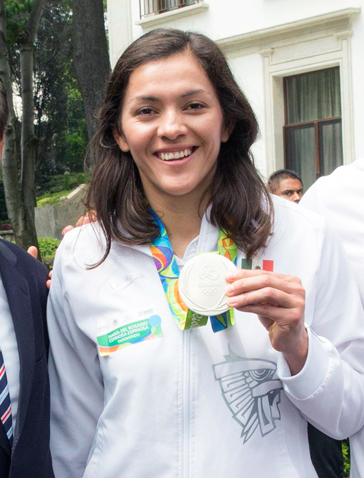
María Espinoza, Olympiasiegerin 2008, Bronze 2012
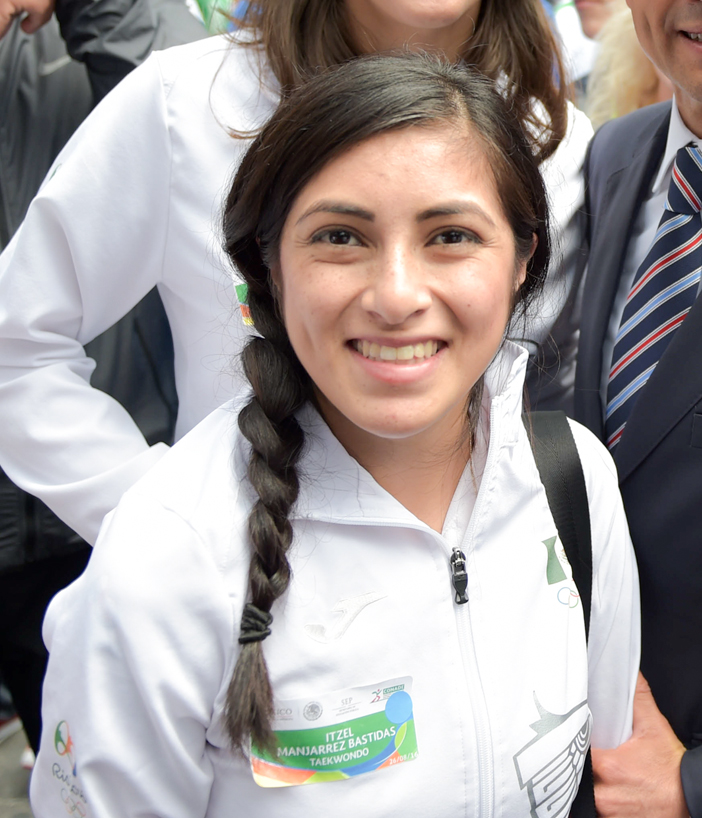
Itzel Manjarrez

#### Tennis
| Gelbes Symbol für Goldmedaillen mit stilisierten Olympischen Ringen | Graues Symbol für Silbermedaillen mit stilisierten Olympischen Ringen | Braundes Symbol für Bronzemedaillen mit stilisierten Olympischen Ringen |
| ------------------------------------------------------------------- | --------------------------------------------------------------------- | ----------------------------------------------------------------------- |
| —                                                                   | —                                                                     | —                                                                       |

Die ersten mexikanischen Tennisspieler traten 1924 in Paris an. Das beste Ergebnis erreichte Leonardo Lavalle 1992 in Barcelona mit dem Erreichen des Viertelfinals.

#### Tischtennis
| Gelbes Symbol für Goldmedaillen mit stilisierten Olympischen Ringen | Graues Symbol für Silbermedaillen mit stilisierten Olympischen Ringen | Braundes Symbol für Bronzemedaillen mit stilisierten Olympischen Ringen |
| ------------------------------------------------------------------- | --------------------------------------------------------------------- | ----------------------------------------------------------------------- |
| —                                                                   | —                                                                     | —                                                                       |

Erstmals trat 1996 in Atlanta ein mexikanischer Tischtennisspieler an. Er blieb ebenso erfolglos wie die Teilnehmer 2008, 2012 und 2016.

#### Triathlon
| Gelbes Symbol für Goldmedaillen mit stilisierten Olympischen Ringen | Graues Symbol für Silbermedaillen mit stilisierten Olympischen Ringen | Braundes Symbol für Bronzemedaillen mit stilisierten Olympischen Ringen |
| ------------------------------------------------------------------- | --------------------------------------------------------------------- | ----------------------------------------------------------------------- |
| —                                                                   | —                                                                     | —                                                                       |

Die ersten Triathleten Mexikos gingen 2004 in Athen an den Start. Das beste Ergebnis erzielte 2016 in Rio de Janeiro Claudia Rivas mit Platz 9.

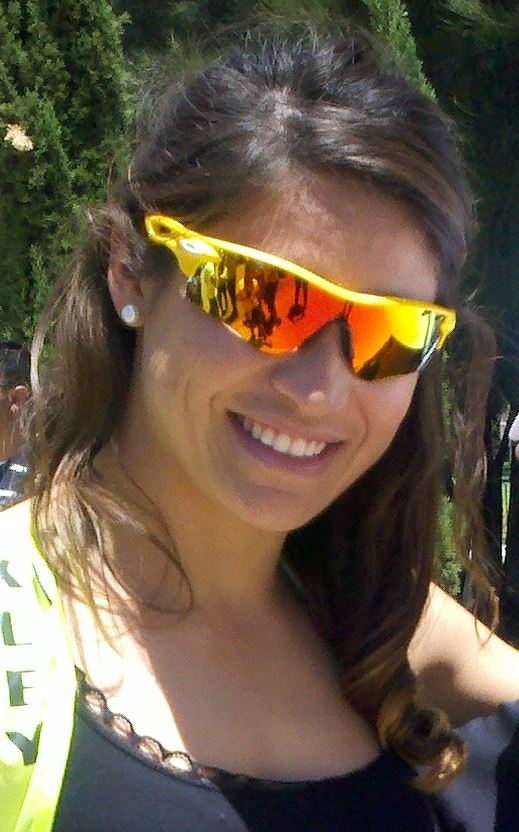
Claudia Rivas

#### Turnen
| Gelbes Symbol für Goldmedaillen mit stilisierten Olympischen Ringen | Graues Symbol für Silbermedaillen mit stilisierten Olympischen Ringen | Braundes Symbol für Bronzemedaillen mit stilisierten Olympischen Ringen |
| ------------------------------------------------------------------- | --------------------------------------------------------------------- | ----------------------------------------------------------------------- |
| —                                                                   | —                                                                     | —                                                                       |

Mexikanische Turner nahmen erstmals 1932 in Los Angeles. In der nur einmal durchgeführten Disziplin mit indianischen Keulen belegte Francisco Álvarez Platz 4. Erst 2000 in Sydney schaffte es eine Mexikanerin in ein Gerätfinale. Denisse López wurde Siebte im Pferdsprung. Daniel Corral erreichte 2012 in London Platz 5 am Barren.

#### Volleyball
| Gelbes Symbol für Goldmedaillen mit stilisierten Olympischen Ringen | Graues Symbol für Silbermedaillen mit stilisierten Olympischen Ringen | Braundes Symbol für Bronzemedaillen mit stilisierten Olympischen Ringen |
| ------------------------------------------------------------------- | --------------------------------------------------------------------- | ----------------------------------------------------------------------- |
| —                                                                   | —                                                                     | —                                                                       |

1968 bei den heimischen Sommerspielen nahmen sowohl die Männer als auch die Frauen erstmals an einem olympischen Volleyballturnier teil. Die Männer verloren alle ihre neun Vorrundenspiele, darunter 0:3 gegen die DDR und belegten den zehnten und letzten Platz. Die Frauen konnten immerhin ein Spiel gewinnen und wurden Siebte von acht Mannschaften. Erst 2016 in Rio de Janeiro war wieder eine Männermannschaft dabei. Und auch in Rio verloren sie alle ihre Vorrundenspiele und schieden als Gruppenletzte aus.

#### Wasserball
| Gelbes Symbol für Goldmedaillen mit stilisierten Olympischen Ringen | Graues Symbol für Silbermedaillen mit stilisierten Olympischen Ringen | Braundes Symbol für Bronzemedaillen mit stilisierten Olympischen Ringen |
| ------------------------------------------------------------------- | --------------------------------------------------------------------- | ----------------------------------------------------------------------- |
| —                                                                   | —                                                                     | —                                                                       |

Eine mexikanische Wasserballmannschaft nahm erstmals 1952 in Helsinki teil. Mit 4:13 unterlag man schon in der ersten Qualifikationsrunde den Ungarn und schied aus. Das nächste Turnier mit mexikanischer Beteiligung fand bei den heimischen Sommerspielen 1968 statt. Mexiko verlor fünf von sieben Vorrundenspielen, u. a. 4:12 gegen die DDR, konnte aber auch einen Sieg und ein Unentschieden verbuchen. In der Gruppe belegten sie Rang 6. In der Platzierungsrunde unterlag man der Bundesrepublik Deutschland mit 3:6 und lag damit auf Platz 11.
1972 gewann die Mannschaft nur eines ihrer fünf Vorrundenspiele und belegte in der Gruppe Platz 5 und schied aus. Auch in der Vorrunde 1976 wurden alle Spiele verloren. In der Platzierungsgruppe für die Plätze 7 bis 12 erreichte Mexiko drei Unentschieden und einen Sieg. Damit belegte die Mannschaft Platz 10.

#### Wasserspringen
| Gelbes Symbol für Goldmedaillen mit stilisierten Olympischen Ringen | Graues Symbol für Silbermedaillen mit stilisierten Olympischen Ringen | Braundes Symbol für Bronzemedaillen mit stilisierten Olympischen Ringen |
| ------------------------------------------------------------------- | --------------------------------------------------------------------- | ----------------------------------------------------------------------- |
| 1                                                                   | 7                                                                     | 6                                                                       |

Der erste mexikanische Wasserspringer nahm 1928 in Amsterdam teil. 1932 in Los Angeles wurden Carlos Curiel Fünfter und Jesús Flores Sechster im Turmspringen. 1948 in London sprang Joaquín Capilla vom Turm zur Bronzemedaille. Im Kunstspringen wurde er Vierter. 1952 in Helsinki wurde er abermals Vierter im Kunstspringen. Im Turmspringen gewann er diesmal Silber. Sein Bruder Alberto Capilla wurde Fünfter, Rodolfo Perea Sechster.
1956 in Melbourne konnte Joaquín Capilla Bronze im Kunstspringen werden. Im Turmspringen wurde er der erste mexikanische Olympiasieger in dieser Sportart. In Rom 1960 gewann Juan Botella Bronze im Kunstspringen, Álvaro Gaxiola wurde Vierter. Roberto Madrigal wurde Vierter im Turmspringen. Diese Platzierung wiederholte er 1964 in Tokio.
Bei den heimischen Sommerspielen 1968 in Mexiko-Stadt gewann Álvaro Gaxiola Silber im Turmspringen. José Robinson wurde Fünfter, Luis Niño Siebter. Niño wurde im Kunstspringen zudem Vierter. Carlos Girón erreichte 1972 in München Platz 8 im Turmspringen, 1976 in Montreal Platz 8 im Turm- und Platz 7 im Kunstspringen. 1980 in Moskau gewann er Silber im Kunstspringen, vom Turm wurde er Vierter. Elsa Tenorio wurde Sechste im Turmspringen. 1984 in Los Angeles erreichte sie Platz 6 im Kunst- und Platz 7 im Turmspringen vor ihrer Teamkameradin Guadalupe Canseco.
Zur Bronzemedaille sprang Jesús Mena 1988 in Seoul vom Turm. Im Kunstspringen erreichte er Platz 7, Jorge Mondragón Platz 6. Mondragón wiederholte diese Platzierung 1992 in Barcelona. Ebenfalls Platz 6 erzielte María José Alcalá vom Turm. 1996 wurde Fernando Platas Achter im Kunst- und Siebter im Turmspringen. 2000 in Sydney konnte er Silber im Kunstspringen gewinnen. Mit seinem Partner Eduardo Rueda wurde er Fünfter im Synchron-Kunstspringen. Jashia Luna und María José Alcalá wurden Sechste im Synchron-Kunstspringen.
Drei fünfte Plätze waren die Ausbeute mexikanischer Wasserspringer 2004 in Athen. Diese Platzierung erreichten Fernando Platas im Kunstspringen. Laura Sánchez und Paola Espinosa im Synchron-Kunstspringen sowie Paola Espinosa und Jashia Luna im Synchron-Turmspringen. Mit Tatiana Ortiz gewann Paola Espinosa 2008 in Peking Bronze im Synchron-Turmspringen. Im Einzelwettkampf belegten Espinosa Platz 4 und Ortiz Platz 5. Yahel Castillo wurde Siebter im Kunst, Rommel Pacheco Achter im Turmspringen.
2012 gewannen mexikanische Wasserspringer zwei Silbermedaillen jeweils im Synchron-Turmspringen: Iván García und Germán Sánchez bei den Männern sowie Paola Espinosa und Alejandra Orozco bei den Frauen. Hinzu kam eine Bronzemedaille durch Laura Sánchez im Kunstspringen. Im Turmspringen erzielte Paola Espinosa Platz 6. Ebenfalls Sechster wurde Yahel Castillo im Kunstspringen. Siebte wurden Iván García im Turmspringen sowie Yahel Castillo und Julián Sánchez im Synchron-Kunstspringen.
In Rio de Janeiro 2016 gewann Germán Sánchez wieder eine Silbermedaille, diesmal im Turmspringen. Rommel Pacheco wurde im Kunstspringen Siebter. Die Synchronspringer wurden jeweils Fünfte, Rommel Pacheco und Jahir Ocampo im Kunst-, Iván García und Germán Sánchez im Turmspringen. Bei den Frauen wurde Paola Espinosa Vierte vom Turm. Mit ihrer Partnerin Alejandra Orozco belegte sie Platz 6 im Synchron-Turmspringen.
| Name            | Spiele         | Disziplin    | Anmerkung          |
| --------------- | -------------- | ------------ | ------------------ |
| Joaquín Capilla | 1956 Melbourne | Turmspringen | erster Olympiasieg |

| Name                            | Spiele              | Disziplin             | Anmerkung |
| ------------------------------- | ------------------- | --------------------- | --------- |
| Joaquín Capilla                 | 1952 Helsinki       | Turmspringen          |           |
| Álvaro Gaxiola                  | 1968 Mexiko-Stadt   | Turmspringen          |           |
| Carlos Girón                    | 1980 Moskau         | Kunstspringen         |           |
| Fernando Platas                 | 2000 Sydney         | Kunstspringen         |           |
| Iván García Germán Sánchez      | 2012 London         | Synchron-Turmspringen |           |
| Paola Espinosa Alejandra Orozco | 2012 London         | Synchron-Turmspringen |           |
| Germán Sánchez                  | 2016 Rio de Janeiro | Turmspringen          |           |

| Name                         | Spiele         | Disziplin             | Anmerkung              |
| ---------------------------- | -------------- | --------------------- | ---------------------- |
| Joaquín Capilla              | 1948 London    | Turmspringen          | erster Medaillengewinn |
| Joaquín Capilla              | 1956 Melbourne | Kunstspringen         |                        |
| Juan Botella                 | 1960 Rom       | Kunstspringen         |                        |
| Jesús Mena                   | 1988 Seoul     | Turmspringen          |                        |
| Paola Espinosa Tatiana Ortiz | 2008 Peking    | Synchron-Turmspringen |                        |
| Laura Sánchez                | 2012 London    | Kunstspringen         |                        |

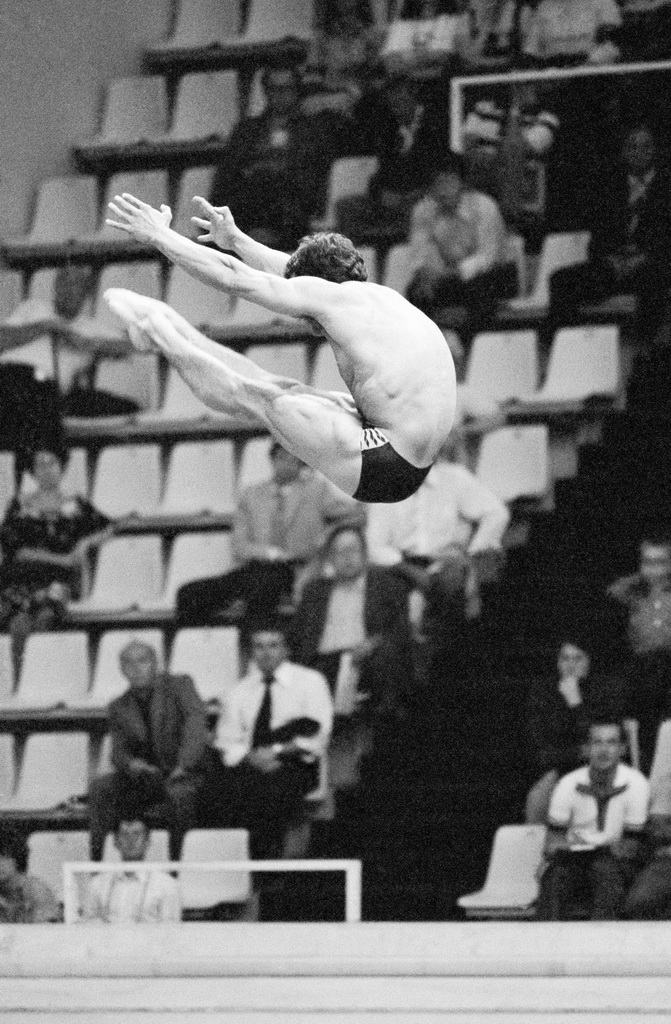
Carlos Girón springt 1980 zum Silber
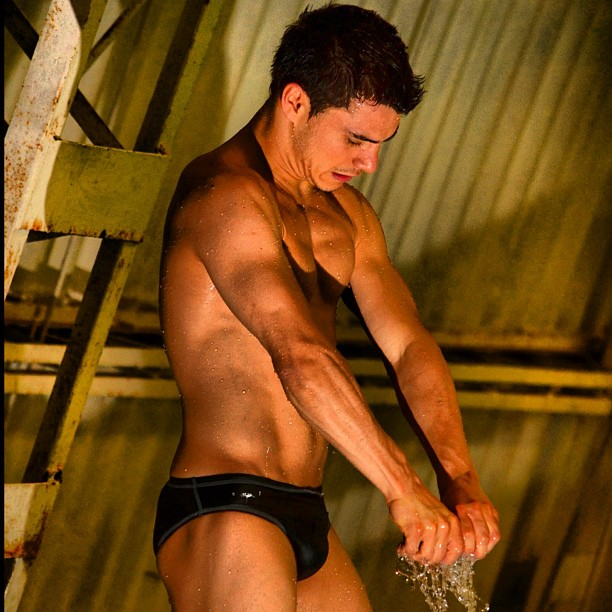
Yahel Castillo
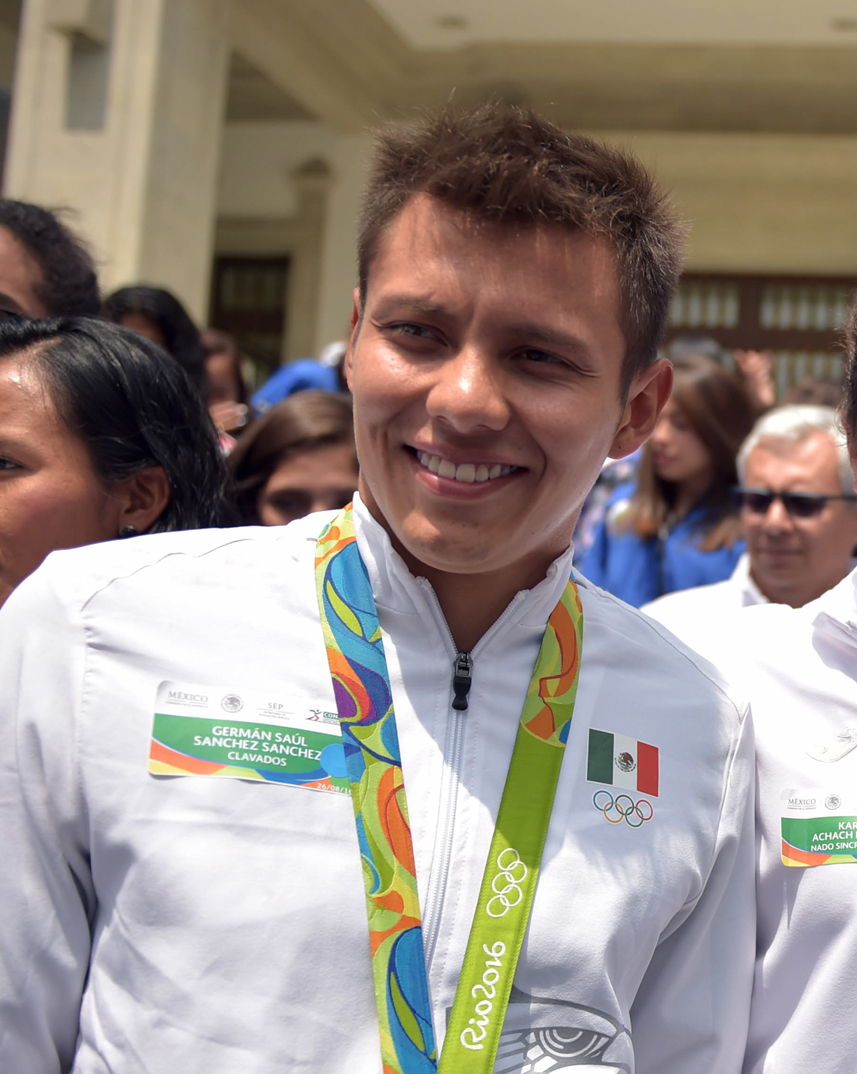
Germán Sánchez, Silber 2012 und 2016

### Winterspiele

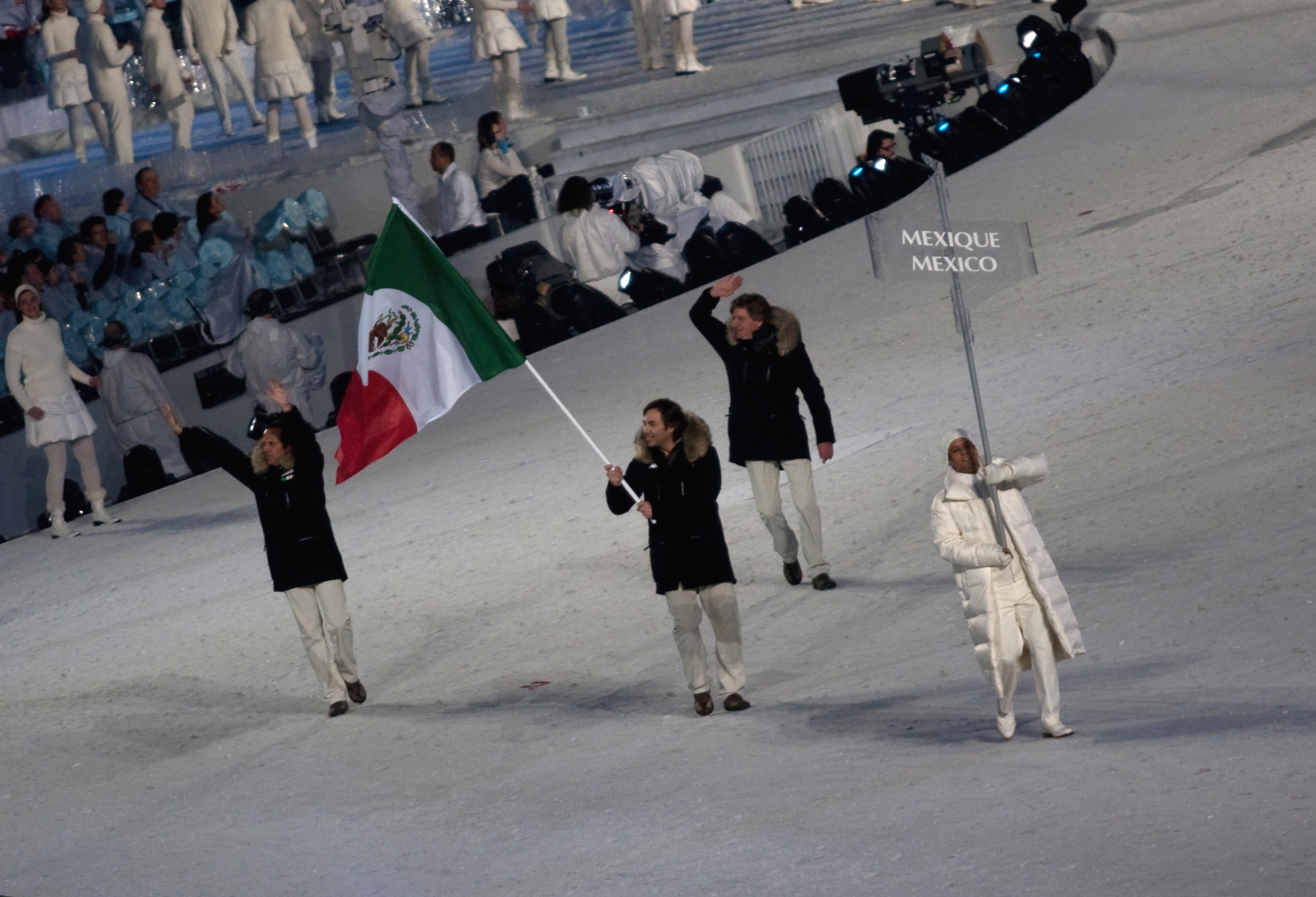
Hubertus von Hohenlohe als Fahnenträger beim Einmarsch der Nationen 2010

Mexikos erste Teilnahme an Olympischen Winterspielen fand 1928 in St. Moritz statt. Mexiko war mit einem Bobteam vertreten, um am Viererbob (es durften auch Fünferbobs antreten) teilzunehmen.
Erst nach 56 Jahren kam es zur nächsten Teilnahme. Einziger Starter 1984 in Sarajewo war der Skirennfahrer Hubertus von Hohenlohe. Eine elfköpfige Mannschaft reiste 1988 nach Calgary. Eiskunstlauf und Skilanglauf kamen als Sportarten hinzu. 1992 in Albertville kam mit 20 Teilnehmern die größte mexikanische Delegation bei Winterspielen zum Einsatz. 1994 in Lillehammer trat nur Hubertus von Hohenlohe als Vertreter Mexikos an.
Nachdem keine Teilnehmer 1998 nach Nagano geschickt wurden, nahm 2002 in Salt Lake City neben zwei Bobfahrern auch ein Skeletonfahrer teil. 2010 und 2014 war es dann wieder Hubertus von Hohenlohe, der die mexikanischen Farben vertrat. Der Skirennfahrer, der auch die liechtensteinische Staatsbürgerschaft besitzt, trat in Sotschi im Alter von 55 Jahren zum sechsten Mal an. Damit war er der bislang älteste alpine Skirennläufer, der bei Olympischen Winterspielen antrat. 2018 war erstmals ein mexikanischer Freestyle-Skifahrer dabei.

### Jugendspiele

#### Jugend-Sommerspiele

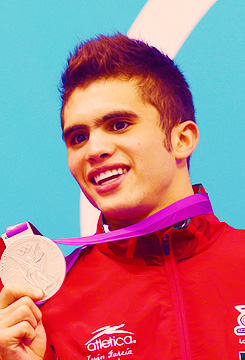
Iván García mit seiner Bronzemedaille 2010. 2012 gewinnt er in London Silber

42 jugendliche Sportler, 23 Jungen und 19 Mädchen, gingen bei der ersten Austragung von Olympischen Jugend-Sommerspielen 2010 in Singapur an den Start. Die Athleten gewannen sechs Medaillen, eine Silber- und fünf Bronzemedaillen.
Silber und Bronze wurde im Taekwondo gewonnen. Die Silbermedaille ging an Briseida Acosta im Schwergewicht, Bronze an Alejandro Valdés im Mittelgewicht. Weitere Bronzemedaillen gingen an die Gewichtheberin Aremi Fuentes im Halbschwergewicht, den modernen Fünfkämpfer Jorge Camacho, an den Kanuten Pedro Castañeda im Einer-Kanadier Sprint und an den Wasserspringer Iván García im Turmspringen, der auch 2012 und 2016 an den Olympischen Sommerspielen teilnahm. Eine weitere Bronzemedaille konnte die Triathletin Adriana Barraza mit dem Gemischten Team gewinnen. Diese Medaille wird der Medaillenbilanz der Gemischten Teams zugeschrieben und taucht nicht im Medaillenspiegel Mexikos auf.
Weitere Topplatzierungen erreichten die Bogenschützin Mariana Avitia im Einzel. Sie nahm 2012 in London teil und gewann dort Bronze. In der Leichtathletik erzielten die Geher Jesús Vega Platz 7 über 10 Kilometer und Yanelli Caballero Platz 5 über 5 Kilometer. Im Boxen verlor der Leichtgewichtler Daniel Echeverría seinen Kampf um die Bronzemedaille durch Disqualifikation. Der Schütze Erick Arzate belegte mit dem Luftgewehr Platz 6. Im Taekwondo wurden fünfte Plätze durch José Ramos im Schwergewicht, Monica Chavez im Mittelgewicht und Ana Pérez im Halbschwergewicht erreicht. In der Einzelwertung belegte Triathletin Adriana Barraza Platz 4. Der Gewichtheber Moises Sotelo wurde im Schwergewicht Sechster, der Ringer Pedro Ramírez im Schwergewicht des griechisch-römischen Stils Fünfter.
2014 in Nanjing nahmen 78 mexikanische Athleten, 31 Jungen und 47 Mädchen, teil. Sie gewannen elf Medaillen, fünf Silber- und sechs Bronzemedaillen. Silber gewannen der Taekwondoin Rubén Nava im Mittelgewicht, die Gewichtheberin Ana Lilia Durán im Halbschwergewicht, die Leichtathletinnen Valeria Ortuño im Gehen über 5 Kilometer und María Fernanda Orozco im Kugelstoßen sowie der Wasserspringer Rodrigo Diego im Kunstspringen. Bronze ging an die Taekwondoin Mitzi Carrillo im Leichtgewicht, den Leichtathleten Noel Ali Chama im Gehen über 10 Kilometer, die Kanutin Victoria Morales im Einer-Kanadier Sprint, die Jugendnationalmannschaft der Mädchen im Fußball, sowie an die Wasserspringer Rodrigo Diego im Turmspringen und Alejandra Orozco im Turmspringen, die schon 2012 in London Silber gewonnen hatte.

### Jugend-Winterspiele
An den Olympischen Jugend-Winterspielen 2012 nahm Mexiko mit einem Skeletonfahrer teil. 2016 waren ein Junge im Skicross und im Snowboarding und ein Mädchen im alpinen Skisport dabei.

## Kunstwettbewerbe
1928 in Amsterdam reichte der Maler Ángel Zárraga 16 seiner Werke ein. Die Werke Le But dégagé, Portrait d'un Footballeur, Footballeuse brune, Footballeuse blonde, Heading, Footballeur en action, Joueur nègre, Plaquage, Une touche, Scène de rugby, Le Ballon, Athlètes, La Passe, Le Départ, Scène de rugby (ein weiteres Bild mit dem gleichen Titel) und Une touche kamen nicht in die Wertung. 1932 in Los Angeles wurde sein Werk Three Soccer Players, das ebenso wie das Bild Athlete Resting von José Clemente Orozco nicht berücksichtigt wurde.

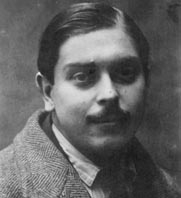
Ángel Zárragapla
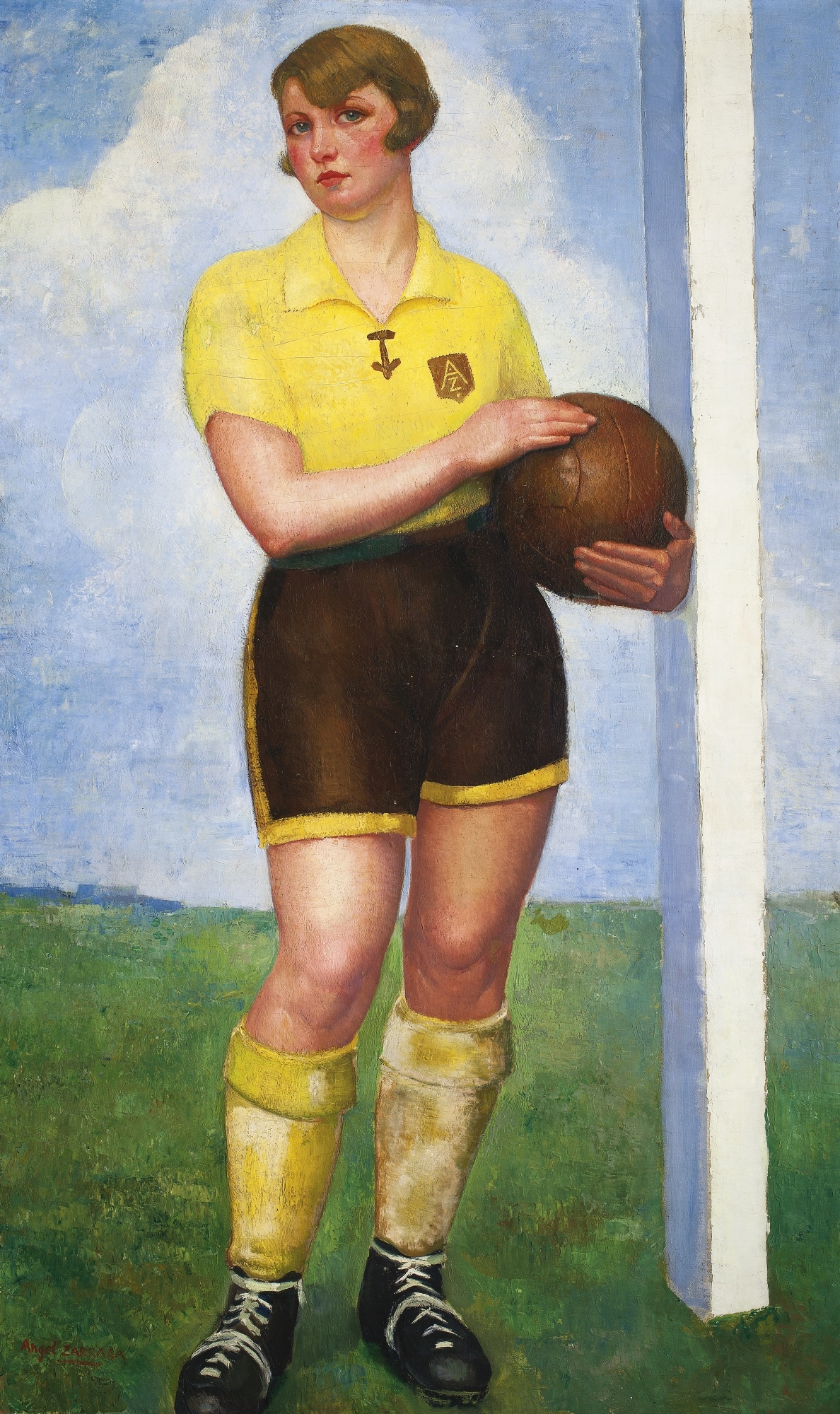
Footballeuse blonde
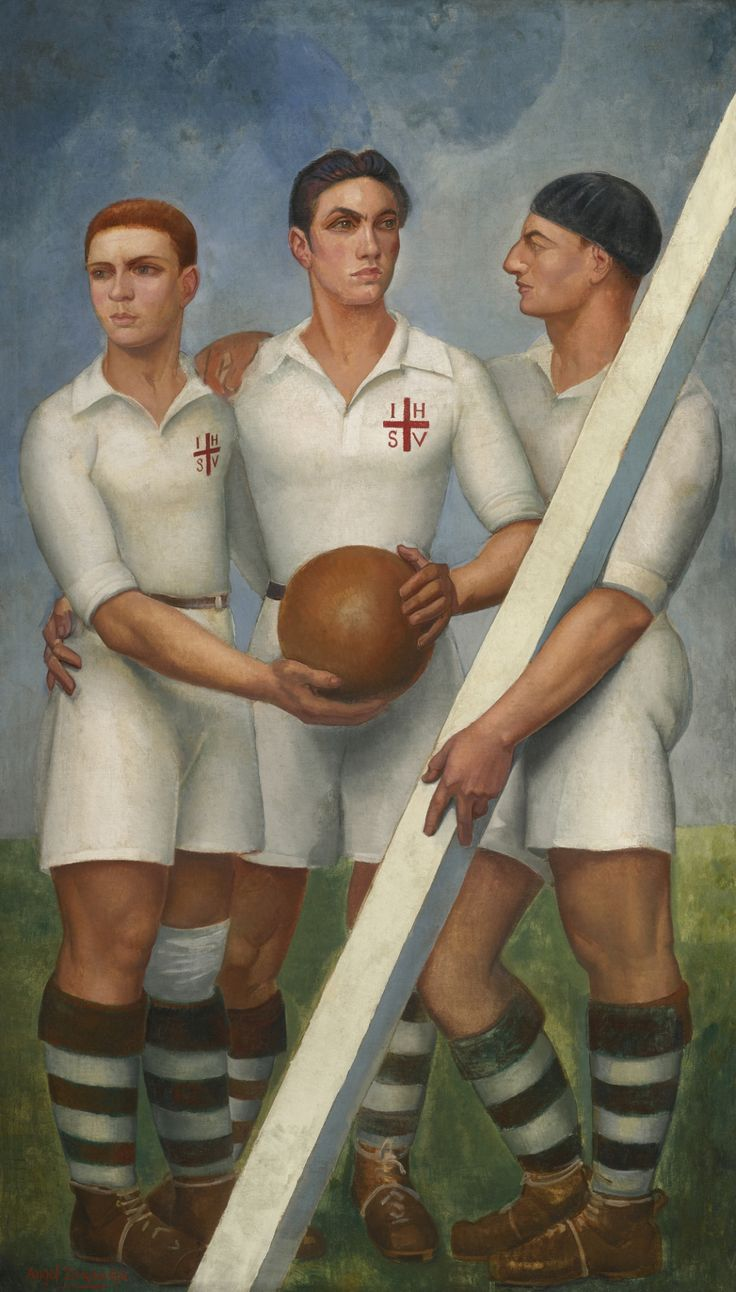
Three Soccer Players

## Teilnehmer nach Sportart

### Sommerspiele
| Sportart           | Jahr | Jahr | Jahr | Jahr | Jahr | Jahr | Jahr | Jahr | Jahr | Jahr | Jahr | Jahr | Jahr | Jahr | Jahr | Jahr | Jahr | Jahr | Jahr | Jahr | Jahr | Jahr | Jahr |
| Sportart           | 1900 | 1924 | 1928 | 1932 | 1936 | 1948 | 1952 | 1956 | 1960 | 1964 | 1968 | 1972 | 1976 | 1980 | 1984 | 1988 | 1992 | 1996 | 2000 | 2004 | 2008 | 2012 | 2016 |
| ------------------ | ---- | ---- | ---- | ---- | ---- | ---- | ---- | ---- | ---- | ---- | ---- | ---- | ---- | ---- | ---- | ---- | ---- | ---- | ---- | ---- | ---- | ---- | ---- |
| Badminton          |      |      |      |      |      |      |      |      |      |      |      |      |      |      |      |      |      |      |      |      | 1    | 1    | 1    |
| Basketball         |      |      |      |      | 11   | 14   | 13   |      | 12   | 10   | 12   |      | 10   |      |      |      |      |      |      |      |      |      |      |
| Beach-Volleyball   |      |      |      |      |      |      |      |      |      |      |      |      |      |      |      |      |      | 2    | 4    | 2    | 2    | 2    | 2    |
| Bogenschießen      |      |      |      |      |      |      |      |      |      |      |      | 6    |      |      | 2    | 4    | 4    | 3    | 2    | 3    | 4    | 6    | 4    |
| Boxen              |      |      | 4    | 6    | 4    | 1    | 3    |      | 3    | 5    | 11   | 8    | 3    | 4    | 6    | 6    | 4    | 8    | 6    | 5    | 3    | 2    | 6    |
| Fechten            |      |      | 2    | 10   | 2    | 9    | 4    | 3    | 8    | 14   |      | 6    |      |      | 1    | 1    |      |      |      | 1    | 1    | 2    | 8    |
| Fußball            |      |      | 11   |      |      | 11   |      |      |      | 14   | 17   | 19   | 16   |      |      |      | 16   | 14   |      | 32   |      | 16   | 20   |
| Gewichtheben       |      |      |      |      |      | 3    | 2    | 1    | 1    | 1    | 3    | 2    | 1    | 3    | 1    |      |      |      | 1    | 1    | 2    | 2    | 4    |
| Hockey             |      |      |      |      |      |      |      |      |      |      | 17   | 17   |      |      |      |      |      |      |      |      |      |      |      |
| Judo               |      |      |      |      |      |      |      |      |      | 3    | 3    |      | 1    | 2    | 4    | 3    | 1    | 2    | 1    | 3    | 2    | 2    | 2    |
| Kanusport          |      |      |      |      |      |      |      |      |      |      | 12   | 7    | 4    |      | 2    |      | 4    | 6    | 2    |      | 3    | 2    | 1    |
| Leichtathletik     |      | 11   | 11   | 25   | 3    | 5    | 2    | 1    | 5    | 5    | 26   | 11   | 7    | 7    | 16   | 21   | 24   | 15   | 22   | 27   | 23   | 18   | 20   |
| Moderner Fünfkampf |      |      |      | 3    | 2    | 2    | 3    | 3    | 3    | 3    | 3    | 3    |      | 2    | 3    | 3    | 3    | 2    | 2    | 2    | 2    | 2    | 2    |
| Polo               | 4    |      |      |      | 4    |      |      |      |      |      |      |      |      |      |      |      |      |      |      |      |      |      |      |
| Radsport           |      |      |      | 3    | 5    | 4    | 4    | 4    | 10   | 9    | 12   | 6    | 6    |      | 8    | 5    | 5    | 9    | 2    | 3    | 2    | 2    | 4    |
| Reiten             |      |      |      | 6    |      | 6    | 4    |      |      | 7    | 9    | 8    | 8    | 8    | 12   | 5    | 6    | 4    | 4    | 4    | 5    | 4    | 1    |
| Ringen             |      |      |      | 2    |      | 4    | 5    | 1    | 4    | 4    | 12   | 9    | 2    | 2    | 5    | 4    | 2    | 7    |      |      | 1    | 2    | 1    |
| Rudern             |      |      |      |      |      |      |      | 1    | 2    | 3    | 25   | 9    | 1    | 1    | 3    | 2    | 3    | 2    | 5    | 3    | 3    | 2    | 2    |
| Schießen           |      |      |      | 5    | 5    | 9    | 4    | 3    | 6    | 5    | 11   | 10   | 6    | 2    | 8    | 3    | 1    | 1    | 1    | 1    | 4    | 4    | 2    |
| Schwimmen          |      |      |      | 3    | 9    | 8    | 4    | 11   | 10   | 27   | 22   | 9    | 7    | 7    | 15   | 13   | 10   | 12   | 9    | 8    | 8    | 11   | 5    |
| Segeln             |      |      |      |      |      |      |      |      | 2    | 11   | 11   | 6    | 3    |      | 6    | 4    | 3    | 2    | 4    | 3    | 3    | 3    | 3    |
| Taekwondo          |      |      |      |      |      |      |      |      |      |      |      |      |      |      |      |      |      |      | 3    | 3    | 3    | 4    | 4    |
| Tennis             |      | 2    |      |      |      |      |      |      |      |      |      |      |      |      |      | 5    | 4    | 3    | 2    |      |      |      | 2    |
| Tischtennis        |      |      |      |      |      |      |      |      |      |      |      |      |      |      |      |      |      | 1    |      |      | 1    | 1    | 2    |
| Triathlon          |      |      |      |      |      |      |      |      |      |      |      |      |      |      |      |      |      |      |      | 2    | 2    | 2    |      |
| Turnen             |      |      |      | 3    |      | 5    |      |      | 1    |      | 12   | 7    | 2    | 1    | 1    | 1    | 2    |      | 2    | 2    | 1    | 2    | 2    |
| Volleyball         |      |      |      |      |      |      |      |      |      |      | 24   |      |      |      |      |      |      |      |      |      |      |      |      |
| Wasserball         |      |      |      |      |      |      | 7    |      |      |      | 11   | 11   | 11   |      |      |      |      |      |      |      |      |      |      |
| Wasserspringen     |      |      | 1    | 5    | 1    | 5    | 5    | 3    | 4    | 4    | 6    | 4    | 5    | 6    | 6    | 3    | 8    | 5    | 7    | 5    | 7    | 10   | 9    |

### Winterspiele
| Sportart      | Jahr | Jahr | Jahr | Jahr | Jahr | Jahr | Jahr | Jahr | Jahr |
| Sportart      | 1928 | 1984 | 1988 | 1992 | 1994 | 2002 | 2010 | 2014 | 2018 |
| ------------- | ---- | ---- | ---- | ---- | ---- | ---- | ---- | ---- | ---- |
| Bobsport      | 5    |      | 4    | 7    |      | 2    |      |      |      |
| Eiskunstlauf  |      |      | 2    | 2    |      |      |      |      |      |
| Freestyle Ski |      |      |      |      |      |      |      |      | 1    |
| Skeleton      |      |      |      |      |      |      |      | 1    |      |
| Ski Alpin     |      | 1    | 4    | 10   | 1    |      | 1    | 1    | 2    |
| Skilanglauf   |      |      | 1    | 1    |      |      |      |      | 1    |

## Medaillen nach Sportart
| Sportart           | Gold | Silber | Bronze | Gesamt |
| Leichtathletik     | 3    | 6      | 2      | 11     |
| Boxen              | 2    | 3      | 8      | 13     |
| Taekwondo          | 2    | 2      | 3      | 7      |
| Reiten             | 2    | 1      | 4      | 7      |
| Wasserspringen     | 1    | 7      | 6      | 14     |
| Gewichtheben       | 1    | 0      | 1      | 2      |
| Bogenschießen      | 0    | 1      | 1      | 2      |
| Radsport           | 0    | 1      | 1      | 2      |
| Fechten            | 0    | 1      | 0      | 1      |
| Schießen           | 0    | 1      | 0      | 1      |
| Ringen             | 0    | 1      | 0      | 1      |
| Polo               | 0    | 0      | 2      | 2      |
| Basketball         | 0    | 0      | 1      | 1      |
| Moderner Fünfkampf | 0    | 0      | 1      | 1      |
| Gesamt             | 13   | 24     | 31     | 68     |